# Japanische Kriegs-Standardschiffe

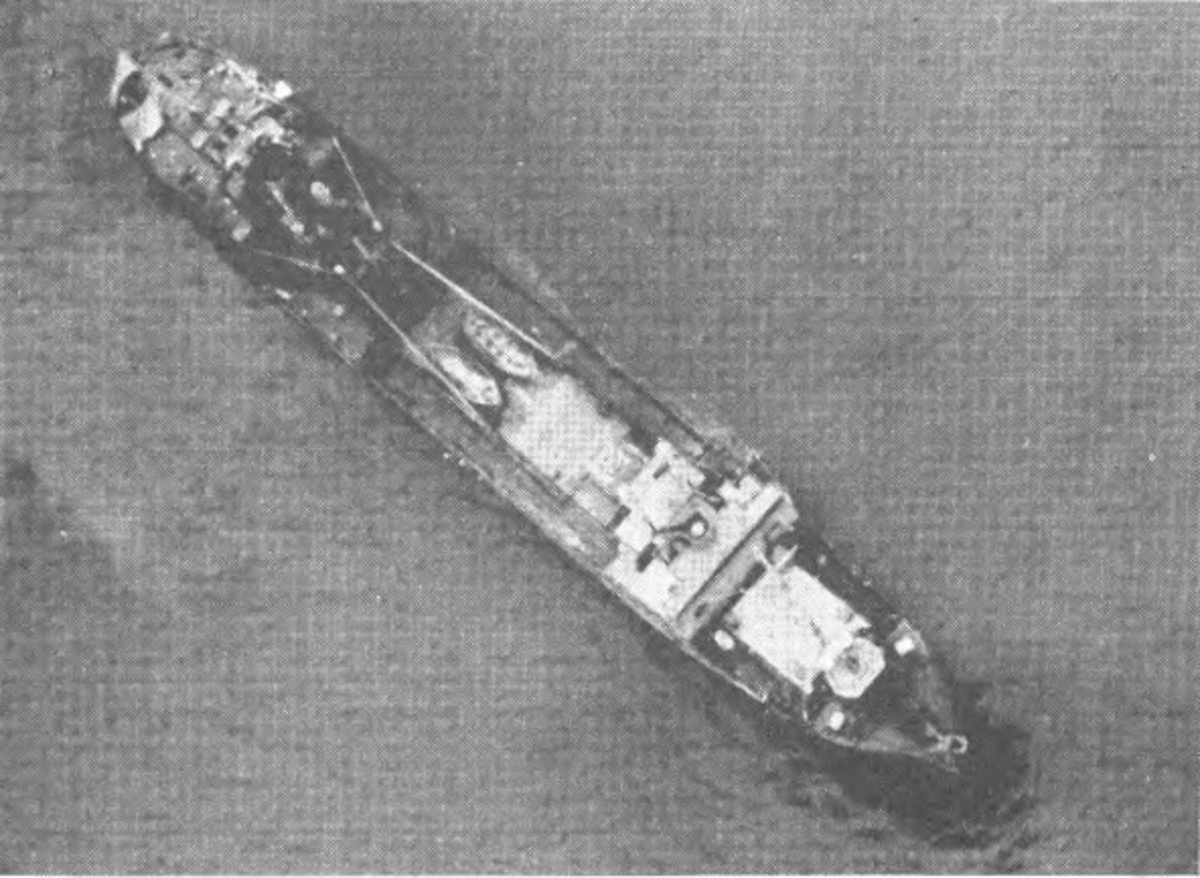
Luftbild eines Kriegs-Standardschiff der 1D-Klasse

Die japanischen Kriegs-Standardschiffe (jap. 戦時標準船) waren standardisierte Gruppen von Frachtschiffen für unterschiedliche Frachtarten nach dem Kriegs-Standardprogramm für die Handelsmarine des Kaiserreichs Japan während des Zweiten Weltkriegs. Ziel war die möglichst kurzfristige Bereitstellung zusätzlichen Transportraums zur Deckung der erhöhten Bedarfe während des Krieges und zum schnellen Ersatz für erlittene Verluste. Ähnlich den US-amerikanischen Liberty-Frachtern waren sie weitestgehend standardisiert und optimiert für kurze Bauzeiten unter Berücksichtigung des vorhandenen Materials. Einige der Schiffe wurden sowohl von der Kaiserlich Japanischen Marine als auch vom Kaiserlich Japanischen Heer übernommen und zu Kriegsschiffen umgebaut.

## Geschichte
Bereits während des Ersten Weltkrieges hatte sich gezeigt, dass die Kaiserlich Japanische Handelsmarine in Kriegszeiten ihre Hauptaufgaben, den Transport von kriegswichtigem Material und Versorgungsgütern, gerade so bewältigen konnte. Nur für kleinere Operationen im Pazifik konnte von dort Schiffsraum abstellen werden, ohne die Hauptaufgaben zu vernachlässigen. Daher wurde ab 1917 überlegt, wie man trotz einer voraussichtlich vorhandenen Materialknappheit innerhalb nur weniger Monate zusätzlichen Schiffsraum schaffen konnte. Dazu musste man weg von den individuellen Interessen einzelner Reedereien hin zu einer umfangreichen Standardisierung und Vereinfachung von Rumpfformen, Antrieben und Steueranlagen. Dazu würden auch Absenkungen der Standards in den Bereichen Haltbarkeit, Zuverlässigkeit und Geschwindigkeit kommen.
Ab 1933 wurden viele der Handelsschiffe, die während des Ersten Weltkriegs gefertigt worden waren und nun das Ende der geplanten Lebenszeit erreichten, aus dem aktiven Dienst genommen und abgewrackt. Dies führte zu einem Rückgang in der vorhandenen Transportkapazität der Handelsmarine, da die Werften kaum mit den Neubauten hinterherkamen. Dies besserte sich Mitte der 1930er Jahre, so dass Japan 1937 die drittgrößte Handelsmarine der Welt hatte hinter den USA und Großbritannien. Mit dem dann aufkommenden Krieg gegen China kam es wieder zu einem Rückgang der Neubauten. Die gesteigerten Bedarfe von Marine und Heer vor allem in den Bereichen Stahl und Schweröl machten die Produktion und den Betrieb von Handelsschiffen deutlich teurer. Schließlich musste die Regierung spezielle Gesetze und Förderprogramme starten, um den Rückgang der Transportkapazitäten zu bremsen. Dies machte sich schließlich bis Ende 1941 bemerkbar.
Mit dem Beginn des Pazifikkrieges wurde der Bedarf an Transportkapazitäten nochmals deutlich höher. Zum einen mussten die Truppen im Pazifikraum und auf dem asiatischen Kontinent versorgt werden und zum anderen mussten die zusätzlichen Ressourcen aus den eroberten Gebieten nach Japan transportiert werden. Gleichzeitig war zu erwarten, dass die Verluste an Schiffsraum durch Kriegshandlungen steigen würden. Entsprechend wurde der Handelsschiffbau strategisch sehr wichtig. Seitens der Marine und des Heeres wurde angenommen, dass ein jährlicher Neubaubedarf von 400.000 bis 600.000 Bruttoregistertonnen nötig werden dürfte. 

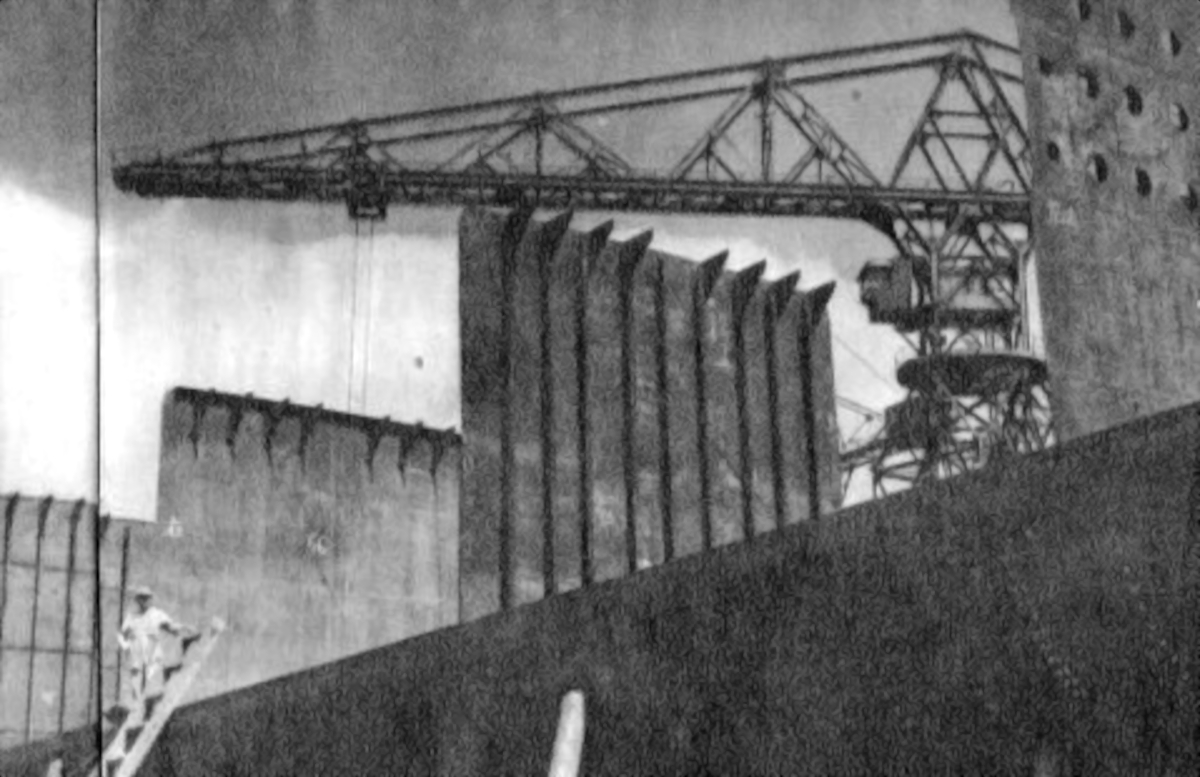
Kriegs-Standardschiff der 1TM-Klasse in Bau auf der Mitsubishi-Werft in Yokohama 1943

1941 lag der tatsächliche Neubau aber nur bei nur 241.000 Bruttoregistertonnen und damit deutlich unter dem erwarteten Bedarf. Es waren somit dringend Maßnahmen zur Produktionssteigerung nötig. Unter den ersten Maßnahmen war eine Zentralisierung des Schiffsbaus unter Führung eines staatseigenen Betriebs. Dies sollte sicherstellen, dass nur nötige Neubauten begonnen wurden und dass diese entsprechend mit staatlichen Mitteln gefördert werden konnten. Zudem konnten so Rationalisierungs- und Standardisierungsmaßnahmen beim Bau leichter umgesetzt werden. Zeitgleich wurde die Organisation des gesamten Schiffsbaus in die Hände der Marine gelegt. So konnten die vorhandenen Rohstoffe effizienter im Kriegs- und Handelsschiffsbau umgesetzt werden. Zudem erhöhte dies den Standardisierungsgrad und senkte damit durch höhere Stückzahlen die Kosten für einzelne Bauteile wie Motoren, Krane und Navigationsgeräte. So begann die erste Phase des Standard-Bauprogramms im Mai 1942 noch mit relativ geringen Bauzahlen bei aber deutlich gesenkten Bauzeiten und Stückkosten gegenüber der Produktion in Friedenszeiten. Der Bau erfolgte noch zumeist traditionell vom Kiel aufwärts und es wurde noch viel genietet. Bis Ende 1944 entstanden so insgesamt 185 Schiffe von zehn unterschiedlichen Standard-Typen der Phase 1, von denen nur 11 den Krieg überstanden.
Mit Fortdauer des Krieges zeichnete sich bereits 1942 ab, dass die angedachten Neubauzahlen weit unter dem Bedarf liegen. Allein die Verluste in der Schlacht um Guadalcanal summierten sich auf 231.000 Bruttoregistertonnen. Wenn die Verlust so blieben, wäre tatsächlich ein jährlicher Bedarf von etwa 1.200.000 Bruttoregistertonnen Neubauten gegeben. Daher musste der Bau neuer Transportschiffe deutlich beschleunigt werden. Dazu wurde in Phase 2 ab 1944 auf die Verwendung verschiedener Sicherheitseinbauten wie einem doppelten Rumpf und ähnlichem verzichtet. Zudem wurde verstärkt auf Modulbauweise und Elektroschweißen zurückgegriffen. Grundsätzlich wurde in der Phase 2 mit einer Überlebenszeit der Schiffe von maximal drei Jahren gerechnet, wobei für den Motor sogar nur ein Jahr Einsatzzeit zugrunde gelegt wurde. Die Qualität des Baumaterials wurde heruntergeschraubt, so dass bei einigen Schiffen auch minderwertiger Stahl oder gar Eisen zum Einsatz kam. Auch der Einsatz von Beton und Holz als Rumpfmaterial wurde erprobt. Zudem wurden die Vorgaben bezüglich der Verarbeitungsqualität deutlich abgesenkt, um die Bauzeit weiter zu verringern. Einige der Schiffe waren von so schlechter Qualität, dass sie bei Stürmen schnell versanken oder auch bei nur kurzer Grundberührung bereits massive Rumpfschäden bis hin zum Totalverlust aufwiesen. Insgesamt wurden 471 Schiffe in sieben unterschiedlichen Standard-Typen fertig gestellt. Die Fertigung selbst erfolgte in Raumzellenbauweise, bei der verschiedene Rumpfabschnitte vorgefertigt und dann zusammengeschweißt werden. Dies erforderte zumindest für größere Schiffe entsprechend große Werftareale, so dass deren Fertigung im Wesentlichen nur bei größeren Firmen erfolgen konnte. Kleinere Klassen wurden für die Serienfertigung in kleineren Werften optimiert. Diese musste jedoch bestimmte Voraussetzungen erfüllen, so dass nicht jede kleine Werft die Aufgabe übernehmen konnte. Um den Bedarf zu decken, wurden von größeren Firmen mehrere neue Werften eigens für die Fertigung aufgebaut. Nach Kriegsende wurden die überlebenden Schiffe zumeist nur noch zum Heimtransport von in Übersee stationierten Soldaten verwendet. Aufgrund des Mangels an Schiffsraum wurden danach einige Einheiten bis zu den unteren Decks zurückgebaut und, mit besseren Maschinen versehen, neu aufgebaut. Alle noch vorhandenen Schiffe der Phase 2 wurden Anfang der 1960er Jahre durch moderne, sicherere Neubauten ersetzt.

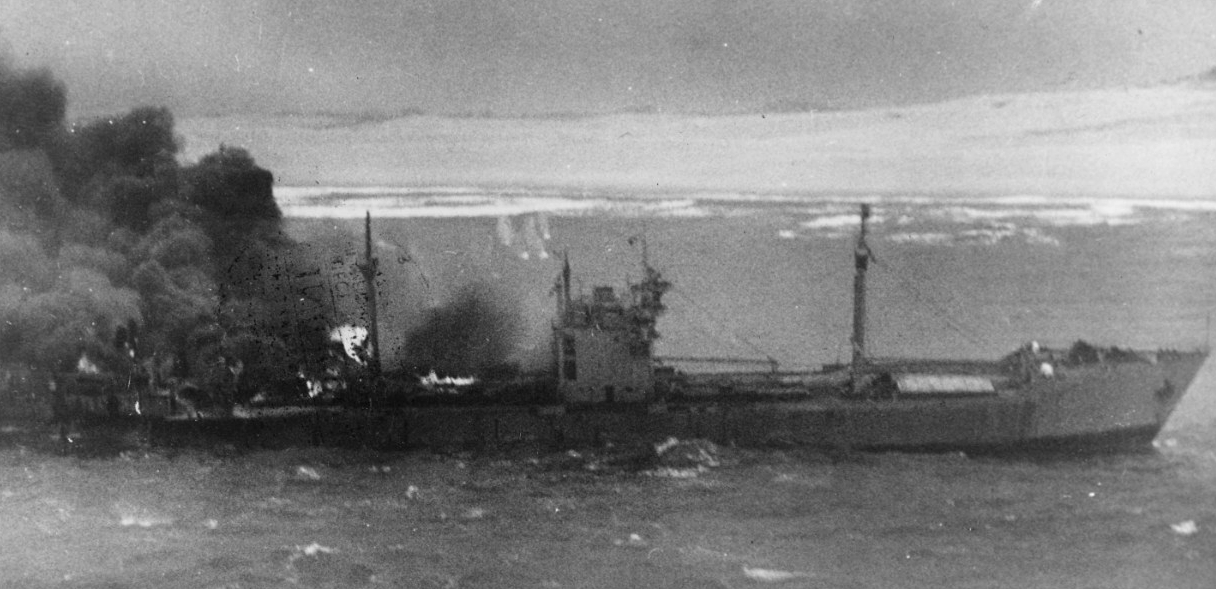
Kriegs-Standardschiff der 2AT-Klasse Otsusan Maru brennend nach einem US-Luftangriff vor Indochina im Januar 1945

Ende 1944 war die Lage aufgrund des US-amerikanischen U-Boot-Krieges gegen die Handelsschifffahrt katastrophal. Auch der Neubau von über 2.500.000 Bruttoregistertonnen im Fiskaljahr 1944 (April 1944 bis März 1945) konnte die Verluste nicht kompensieren. Oft waren die Schiffe aufgrund der geringen Geschwindigkeit dem Feind ausgeliefert. Fehlende Sicherheitsschotten sorgten zudem dafür, dass bei einem Treffer meist ein Totalverlust folgte. Daher startete Phase 3 des Programms mit verbesserten Motoren und anderen kleineren Änderungen im Hinblick auf die Überlebensfähigkeit nach Treffern. Auch hier gab es sieben verschiedene Standard-Typen, die bis Kriegsende in unbekannter Anzahl gebaut wurden. Viele der in Auftrag gegebenen Einheiten wurden bereits während des Baus durch alliierte Luftangriffe auf die Werften beschädigt oder zerstört. Die nicht fertig gestellten Schiffe wurden nach Kriegsende auf den Bauplätzen abgebrochen.
1945 wurde noch eine vierte Phase geplant. Aufgrund der massiven, alliierten Luftüberlegenheit hatten die Standardfrachter der Phase 1 und 2 mit ihren Geschwindigkeiten bis 16 Knoten bei Luftangriffen keine Chance, den auf sie abgeworfenen Bomben zu entgehen. Gleiches galt für Torpedos bei U-Boot-Angriffen. Daher wurden noch vier Standard-Typen auf Basis der Phase-3-Schiffe mit höheren Maximalgeschwindigkeiten entwickelt. Aufgrund des massiven Materialmangels konnten die benötigten Motoren jedoch kaum noch gefertigt werden. Alle Klassen waren als kleine bis mittelgroße Hochgeschwindigkeits-Blockadebrecher mit Bewaffnung geplant. Lediglich vier kleine Schiffe dieser Phase wurden vor der Kapitulation Japans noch auf Kiel gelegt und nach dem Krieg in erhöhter Qualität fertig gestellt.

## Benennungssystem
Die Benennung der Schiffstypen des Kriegs-Standardprogramms erfolge nach dem Muster Phase Basistyp, wobei bei der Benennung auf indisch-arabische Zahlen und das lateinische Alphabet zurückgegriffen wurde.

## Basistypen
Ab 1937 wurden Standards für verschiedene Basistypen entwickelt. Diese unterschieden sich nach Frachtart, Maschinenart, Größe und Geschwindigkeit. Bis Mitte 1942 wurden folgende Typen generell standardisiert:
| Bezeichnung | Bruttoregistertonnen | Beschreibung                                                                                             |
| ----------- | -------------------- | --- |
| A-Klasse    | 9300                 | Stückgutfrachter mit Schweröl-Kessel und Dampfmaschine für 15 Knoten Höchstgeschwindigkeit               |
| B-Klasse    | 4400                 | Stückgutfrachter mit Schweröl-Kessel und Dampfmaschine für 14,7 Knoten Höchstgeschwindigkeit             |
| C-Klasse    | 2500                 | Stückgutfrachter mit Schweröl-Kessel und Dampfmaschine für 13,5 Knoten Höchstgeschwindigkeit             |
| D-Klasse    | 1820                 | Stückgutfrachter mit Schweröl-Kessel und Dampfmaschine für 13,2 Knoten Höchstgeschwindigkeit             |
| E-Klasse    | 830                  | Stückgutfrachter mit Dieselmotor für 12 Knoten Höchstgeschwindigkeit                                     |
| F-Klasse    | 490                  | Stückgutfrachter mit Dieselmotor für 12 Knoten Höchstgeschwindigkeit                                     |
| K-Klasse    | 5250                 | Schüttgutfrachter mit Schweröl-Kessel und Dampfmaschine für 14 Knoten Höchstgeschwindigkeit              |
| TL-Klasse   | 10000                | Tanker mit Kessel für Kohle- und Schweröl-Feuerung und Dampfmaschine für 19 Knoten Höchstgeschwindigkeit |
| TM-Klasse   | 5250                 | Tanker mit Kessel für Kohle- und Schweröl-Feuerung und Dampfmaschine für 12 Knoten Höchstgeschwindigkeit |
| TS-Klasse   | 1000                 | Tanker mit Kessel für Kohle- und Schweröl-Feuerung und Dampfmaschine für 16 Knoten Höchstgeschwindigkeit |

Darüber hinaus wurden bis 1945 weitere Typen für Sonderschiffe standardisiert:
| Bezeichnung       | Bruttoregistertonnen | Beschreibung |
| ----------------- | -------------------- | --- |
| W-Klasse          | 2800                 | Eisenbahnfähre mit Kessel für Kohle- und Schweröl-Feuerung und Dampfturbine für 17 Knoten Höchstgeschwindigkeit |
| H-Klasse          | 3000                 | Kraftwagenfähre mit Kessel für Kohle- und Schweröl-Feuerung und Dampfturbine für 17 Knoten Höchstgeschwindigkeit |
| M-Klasse          | 9670                 | Landungsboot-Mutterschiff mit Kessel für Kohle- und Schweröl-Feuerung und Dampfturbine für 19,4 Knoten Höchstgeschwindigkeit                                                                                              |
| Spezial-M-Klasse  | 9670                 | Landungsboot-Mutterschiff mit Flugdeck und mit Schweröl-Kessel und Dampfturbine für 19 Knoten Höchstgeschwindigkeit |
| Spezial-TL-Klasse | 10000                | Tanker und Handelsschiff-Flugzeugträger mit Flugdeck und mit Schweröl-Kessel und Dampfturbine für 19 Knoten Höchstgeschwindigkeit                                                                                         |
| R-Klasse          | 1000                 | Kühlschiff mit Dieselmotor für 9 Knoten Höchstgeschwindigkeit |
| RE-Klasse         | 550                  | Kühlschiff mit Dieselmotor für 9 Knoten Höchstgeschwindigkeit |
| Wellschiff-Klasse | 550                  | Stückgutfrachter mit Dieselmotor für 9 Knoten Höchstgeschwindigkeit auf Basis der E-Klasse. Experimentelle Klasse, einige nicht-tragenden Elemente wurden mit Anteilen aus imprägnierter Wellpappe statt Stahl gefertigt. |
| TE-Klasse         | 650                  | schwimmender Tank ohne Eigenantrieb und Besatzung zum Ziehen durch schnelle Handelsschiffe |
| EG-Klasse         | 970                  | Stückgutfrachter mit Stahlbetonrumpf und Dieselmotor für 9,5 Knoten Höchstgeschwindigkeit |

In den einzelnen Bauphasen kam es aufgrund der tatsächlichen Bedarfs-, Material- und Kriegslage zu Anpassungen an den Basistypen.

## Bauphasen

### Schiffe der Phase 1
Ab Mai 1942 wurden in dieser Phase zehn Typen von Schiffen gefertigt:
1A-Klasse (1A型): 6400 Bruttoregistertonnen Stückgutfrachter mit Schweröl-Kessel und Dampfmaschine für 15 Knoten Höchstgeschwindigkeit. Die Reisegeschwindigkeit lag bei 12 Knoten. Die Detailplanung erfolgte durch die Firma Kawaminami Kogyo K.K. in Koyagishima bei Nagasaki. Es wurden neun Schiffe gefertigt. Jedes war mit zwölf 5-t-Kranen und einem 30-t-Kran zum Be- und Entladen ausgestattet. Die Motoren waren noch nicht standardisiert, so dass jede Einheit einen anderen Motor hatte. Die letzten drei Schiffe wurden 1944 mit den verringerten Qualitätsanforderungen der Phase 2 fertig gestellt.

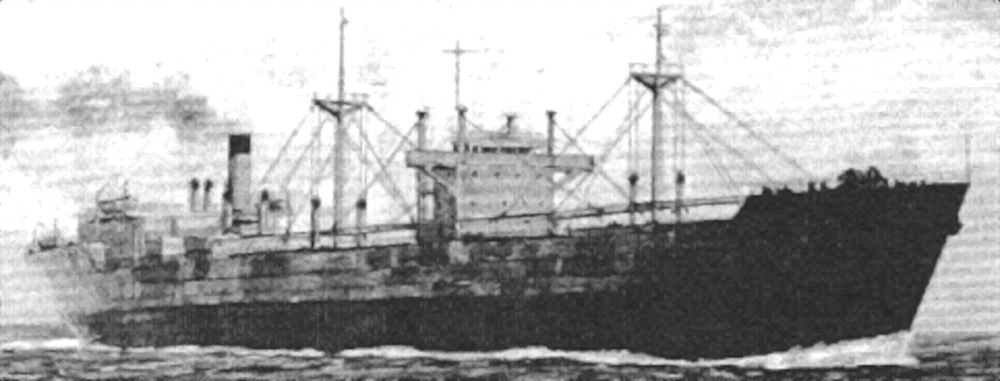
Kriegs-Standardschiff der 1A-Klasse
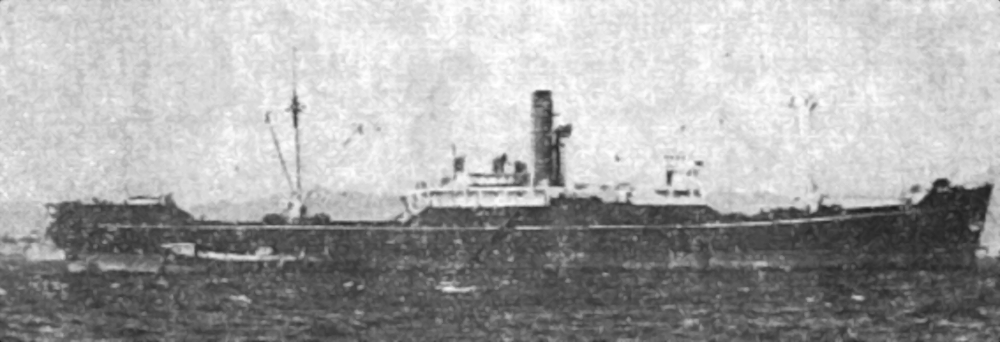
Kriegs-Standardschiff der 1B-Klasse

1B-Klasse (1B型): 4500 Bruttoregistertonnen Stückgutfrachter mit Schweröl-Kessel und Dampfturbine für 14 Knoten Höchstgeschwindigkeit. Die Reisegeschwindigkeit lag bei 11,5 Knoten. Die Detailplanung erfolgte durch die Firma Uraga Senkyo K. K. in Uraga. Es wurden 16 Schiffe auf den Werften von Ishikawajima Jūkōgyō K.K. in Tokyo, Mitsui Bussan K. K. in Tamano und Uraga Senkyo K. K. gefertigt. Jedes war mit zehn 5-t-Kranen und einem 30-t-Kran zum Be- und Entladen ausgestattet.
1C-Klasse (1C型): 2500 Bruttoregistertonnen Stückgutfrachter mit Schweröl-Kessel und Dampfmaschine für 14 Knoten Höchstgeschwindigkeit. Die Reisegeschwindigkeit lag bei 11 Knoten. Die Detailplanung erfolgte durch die Firma Asano Senkyo in Yokohama. Es wurden 34 Schiffe auf verschiedenen Werften gefertigt. Jedes war mit acht 5-t-Kranen und einem 20-t-Kran zum Be- und Entladen ausgestattet.

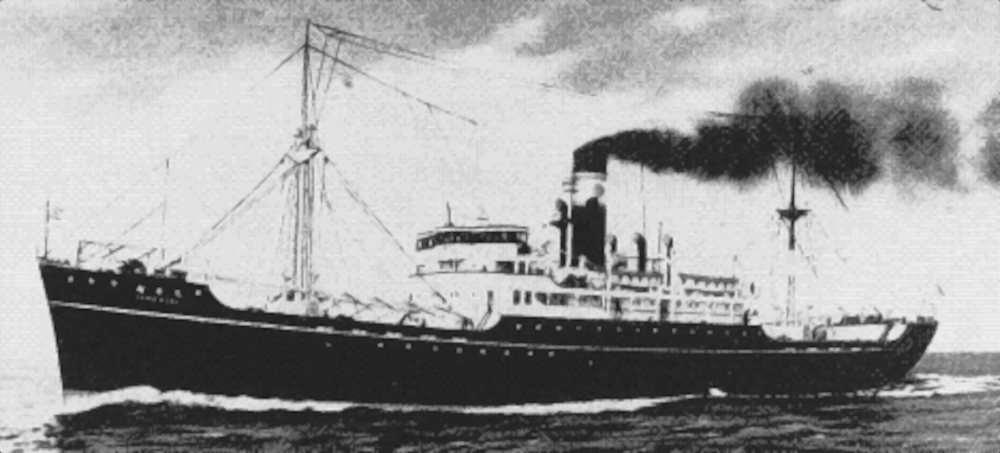
Kriegs-Standardschiff der 1C-Klasse
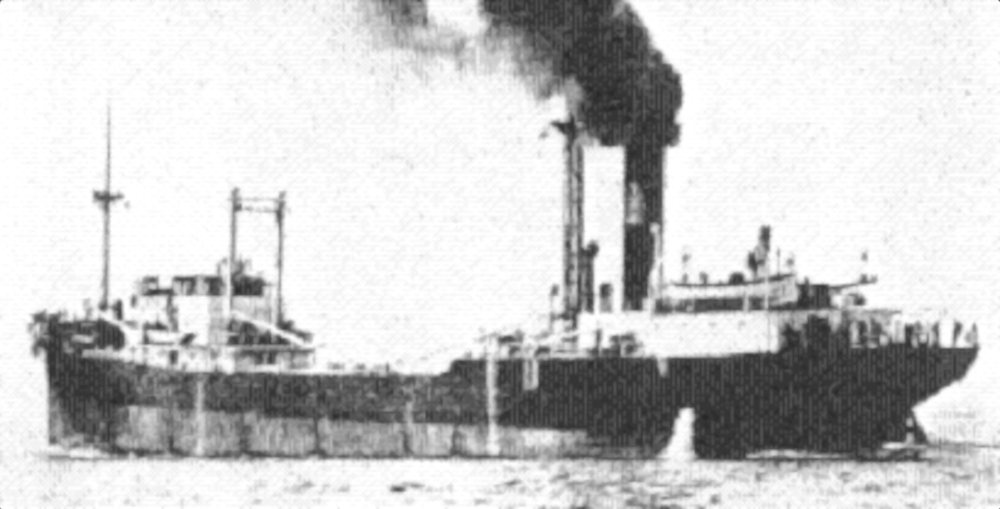
Kriegs-Standardschiff der 1D-Klasse

1D-Klasse (1D型): 1900 Bruttoregistertonnen Stückgutfrachter für schwere Lasten mit Schweröl-Kessel und Dampfmaschine für 13,2 Knoten Höchstgeschwindigkeit. Die Reisegeschwindigkeit lag bei 10 Knoten. Die Detailplanung erfolgte durch die Firma Nippon Kōkan K. K. in Tsurumi. Es wurden 22 Schiffe auf verschiedenen Werften gefertigt. Jedes war mit acht 5-t-Kranen und einem 30-t-Kran zum Be- und Entladen ausgestattet.
1E-Klasse (1E型): 830 Bruttoregistertonnen Stückgutfrachter mit Dieselmotor für 12,4 Knoten Höchstgeschwindigkeit. Die Reisegeschwindigkeit lag bei 10 Knoten. Die Detailplanung erfolgte durch Amagasaki Senkyo K. K. Es wurden 13 Schiffe auf verschiedenen Werften gefertigt. Jedes war mit drei 3-t-Kranen und zwei 5-t-Kranen zum Be- und Entladen ausgestattet.

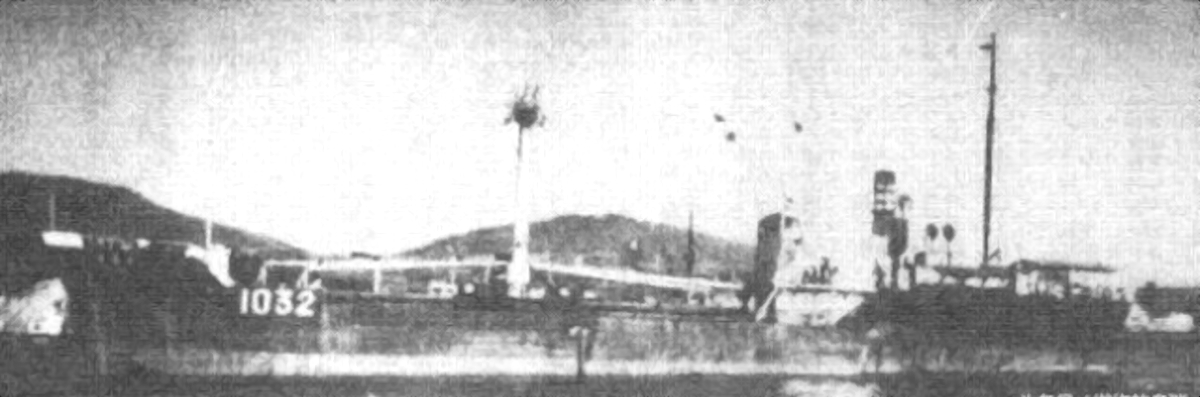
Kriegs-Standardschiff der 1E-Klasse
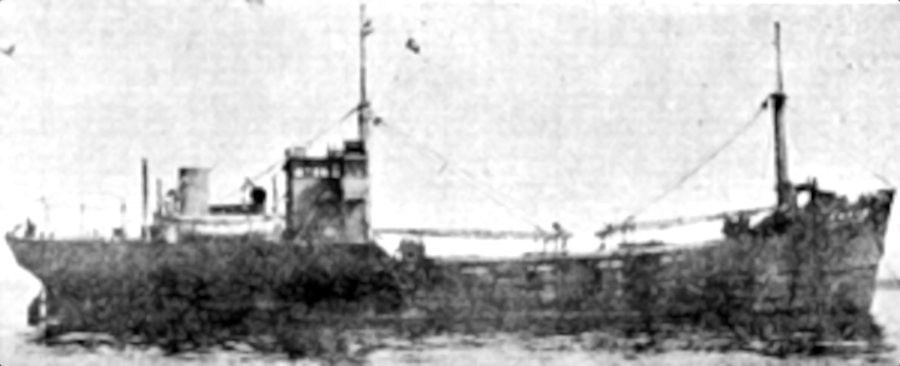
Kriegs-Standardschiff der 1F-Klasse

1F-Klasse (1F型): 490 Bruttoregistertonnen Stückgutfrachter mit Dieselmotor für 12 Knoten Höchstgeschwindigkeit. Die Reisegeschwindigkeit lag bei 10 Knoten. Die Detailplanung erfolgte durch Mitsubishi Jūkōgyō K. K. in der Werft in Shimonoseki. Es wurden 21 Schiffe auf verschiedenen Werften gefertigt. Jedes war mit vier 5-t-Kranen zum Be- und Entladen ausgestattet.
1K-Klasse (1K型): 5300 Bruttoregistertonnen Schüttgutfrachter vor allem für den Eisenerztransport mit Schweröl-Kessel und Dampfmaschine für 13,5 Knoten Höchstgeschwindigkeit. Die Reisegeschwindigkeit lag bei 10,5 Knoten. Die Detailplanung erfolgte durch Mitsubishi Jūkōgyō K. K. in der Werft in Kobe. Es wurden 21 Schiffe auf verschiedenen Werften gefertigt. Jedes war mit zwei 2-t-Kranen und acht 5-t-Kranen zum Be- und Entladen ausgestattet. Die letzten fünf Schiffe wurden 1944 mit den verringerten Qualitätsanforderungen der Phase 2 fertig gestellt.

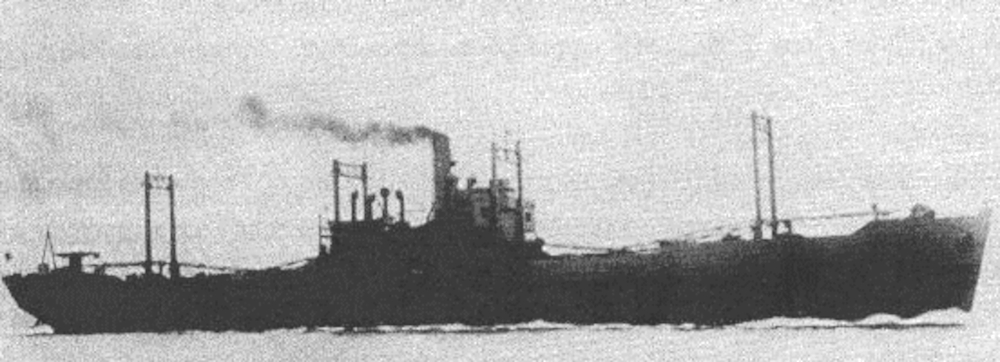
Kriegs-Standardschiff der 1K-Klasse

1TL-Klasse (1TL型): 10.000 Bruttoregistertonnen Tanker mit Schweröl-Kessel und Dampfturbine für 19 Knoten Höchstgeschwindigkeit. Die Reisegeschwindigkeit lag bei 16 Knoten. Die Detailplanung erfolgte durch die Ishikawajima-Harima-Werft, Tokyo. Es wurden 20 Schiffe auf verschiedenen Werften gefertigt. Jedes war mit einem 2-t-Kran zum Be- und Entladen von Versorgungsgütern für die Besatzung ausgestattet. Vier Schiffe wurden 1944 für den Umbau zum Handelsschiff-Flugzeugträger der Spezial-1TL-Klasse vorgesehen.

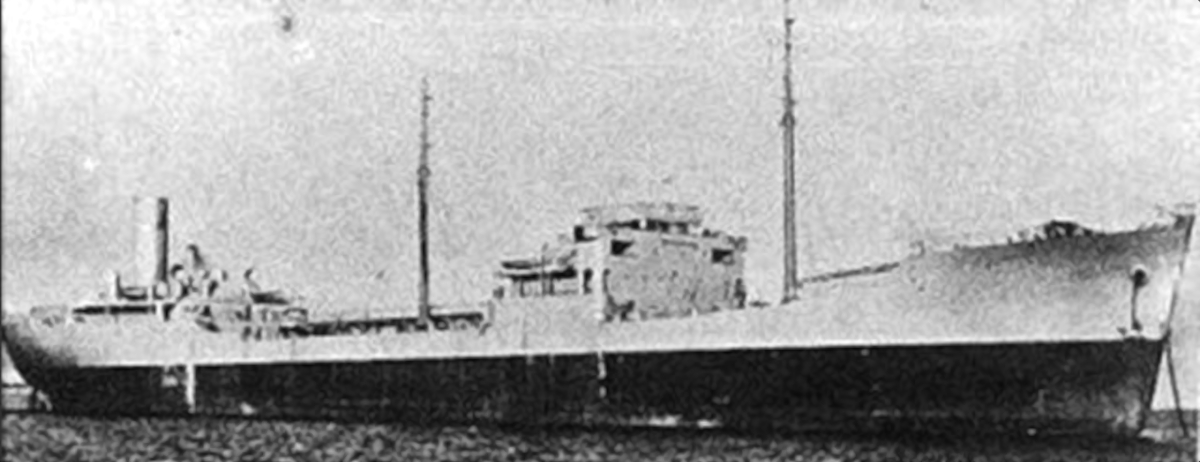
Kriegs-Standardschiff der 1TL-Klasse
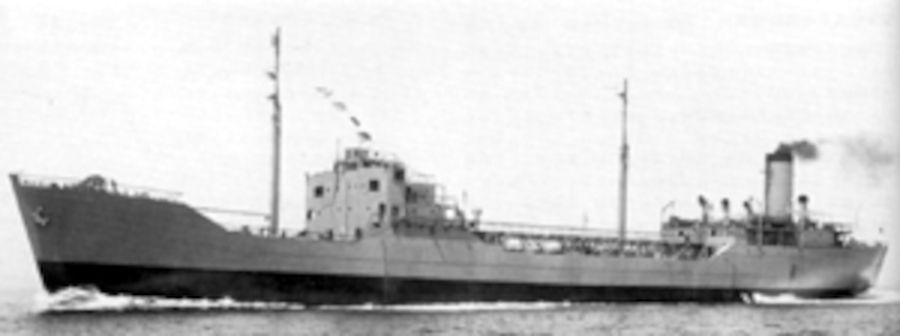
Kriegs-Standardschiff der 1TM-Klasse

1TM-Klasse (1TM型): 5200 Bruttoregistertonnen Tanker mit Schweröl-Kessel und Dampfturbine für 15,5 Knoten Höchstgeschwindigkeit. Die Reisegeschwindigkeit lag bei 12,5 Knoten. Die Detailplanung erfolgte durch Mitsubishi Jūkōgyō K. K. in der Werft in Yokohama. Es wurden 26 Schiffe auf verschiedenen Werften gefertigt. Jedes war mit zwei 2-t-Kranen zum Be- und Entladen ausgestattet.
1TS-Klasse (1TS型): 1010 Bruttoregistertonnen Tanker mit Schweröl-Kessel und Dampfmaschine für 15,5 Knoten Höchstgeschwindigkeit. Die Reisegeschwindigkeit lag bei 12,5 Knoten. Die Detailplanung erfolgte durch Mitsubishi Jūkōgyō K. K. in der Werft in Yokohama. Es wurden 5 Schiffe auf verschiedenen Werften gefertigt. Jedes war mit einem 2-t-Kran zum Be- und Entladen ausgestattet.

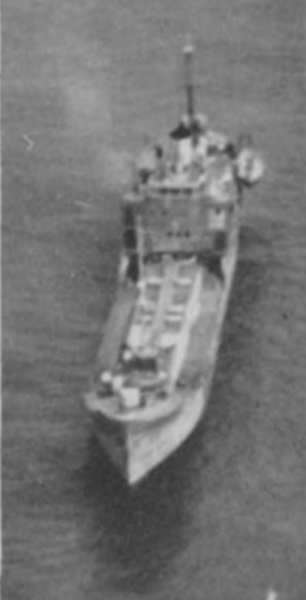
1TS-Klasse

### Schiffe der Phase 2
In dieser Phase wurden ab 1944 sieben Typen von Schiffen gefertigt:
2A-Klasse (2A型): 6600 Bruttoregistertonnen Stückgutfrachter mit Schweröl-Kessel und Dampfmaschine oder Dampfturbine für 13 Knoten Höchstgeschwindigkeit. Die Reisegeschwindigkeit lag bei 10 Knoten. Die Detailplanung erfolgte durch Mitsubishi Jūkōgyō K. K. in der Werft in Nagasaki. Es wurden insgesamt 121 Schiffe dieser Klasse in Auftrag gegeben, von denen 90 in vier verschiedenen Werften fertig gestellt wurden.
2D-Klasse (2D型): 2300 Bruttoregistertonnen Stückgutfrachter mit Schweröl-Kessel und Dampfturbine für 11 Knoten Höchstgeschwindigkeit. Die Reisegeschwindigkeit lag bei 9 Knoten. Die Detailplanung erfolgte durch Mitsubishi Jūkōgyō K. K. in der Werft in Nagasaki. Es wurden insgesamt 98 Schiffe dieser Klasse in Auftrag gegeben, von denen bis Kriegsende 86 in verschiedenen Werften fertig gestellt wurden. Die restlichen 12 Schiffe waren im August 1945 noch im Rohbau und wurden nach der Kapitulation zu Ende gebaut.

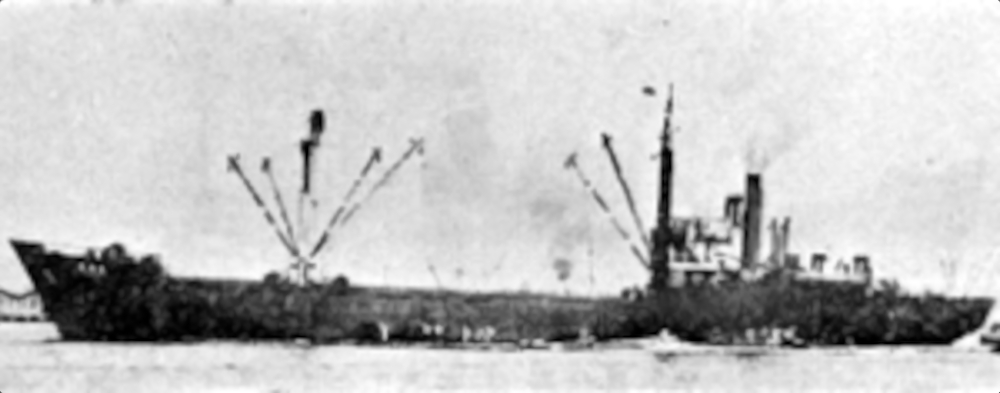
Kriegs-Standardschiff der 2D-Klasse
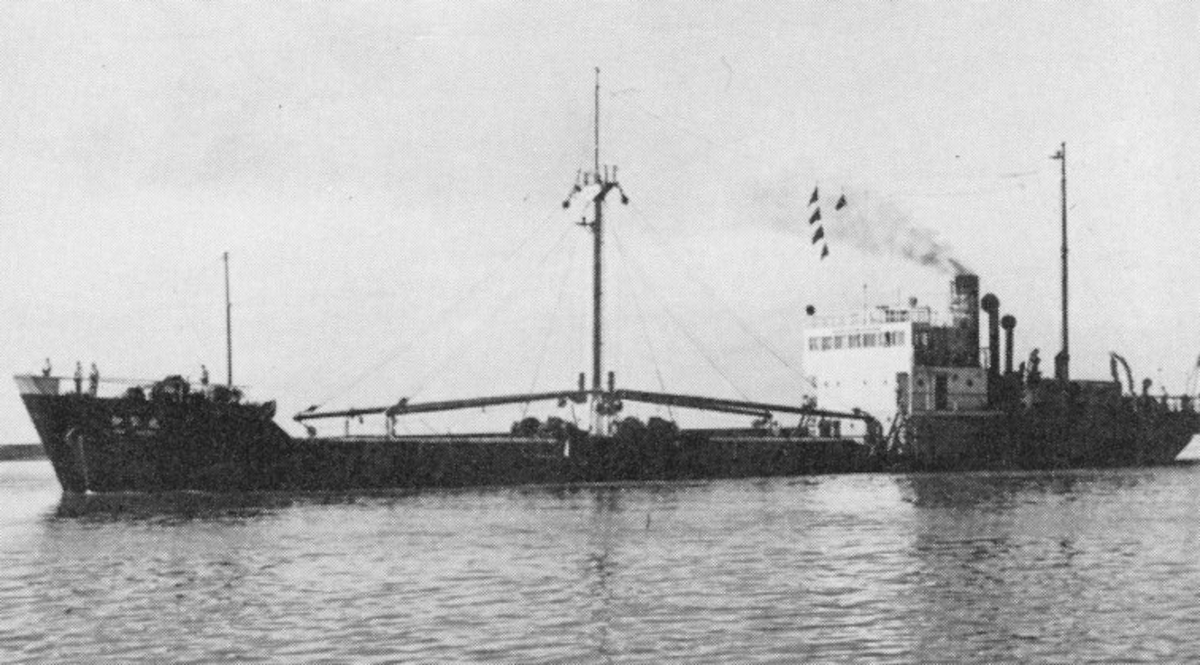
Kriegs-Standardschiff der 2E-Klasse

2E-Klasse (2E型): 870 Bruttoregistertonnen Stückgutfrachter mit Dieselmotor für 8 bis 9 Knoten Höchstgeschwindigkeit, abhängig von dem zur Verfügung stehenden Motor. Die Reisegeschwindigkeit lag entsprechend bei 7,5 bis 8,8 Knoten. Die Detailplanung erfolgte durch die Firma Uraga Senkyo K. K. in Uraga. Es wurden insgesamt 496 Schiffe dieser Klasse in Auftrag gegeben, von denen bis Kriegsende 463 in verschiedenen Werften fertig gestellt wurden. Weitere 8 Schiffe waren im August 1945 noch im Rohbau und wurden nach der Kapitulation zu Ende gebaut. Die Schiffe unterschieden sich im Detail voneinander, da mit Fortschreiten des Krieges aufgrund der immer prekäreren Versorgungslage nicht mehr alle standardisierten Bauteile im nötigen Umfang zur Verfügung standen. Stattdessen wurde auf vorhandene Restbestände zurückgegriffen.
2TL-Klasse (2TL型): 10100 Bruttoregistertonnen Tanker mit Schweröl-Kessel und Dampfturbine für 15 Knoten Höchstgeschwindigkeit. Die Reisegeschwindigkeit lag bei 13 Knoten. Die Detailplanung erfolgte durch Mitsubishi Jūkōgyō K. K. in der Werft in Nagasaki. Es wurden insgesamt 36 Schiffe dieser Klasse in Auftrag gegeben, von denen bis Kriegsende 34 in drei verschiedenen Werften auf Kiel gelegt und 29 fertig gestellt wurden. Zwei der Schiffe wurden Mitte 1944 zum Umbau zum Handelsschiff-Flugzeugträger der Spezial-2TL-Klasse für das Heeres-Seekommando vorgesehen, ein weiterer Ende 1944. Von diesen wurde nur die Yamashio Maru beendet wurde. Die fünf nicht mehr fertig gestellten Schiffe der Klasse wurden nach Kriegsende bis 1950 in verbesserter Qualität zu Ende gebaut und bis Anfang der 1960er Jahre betrieben.

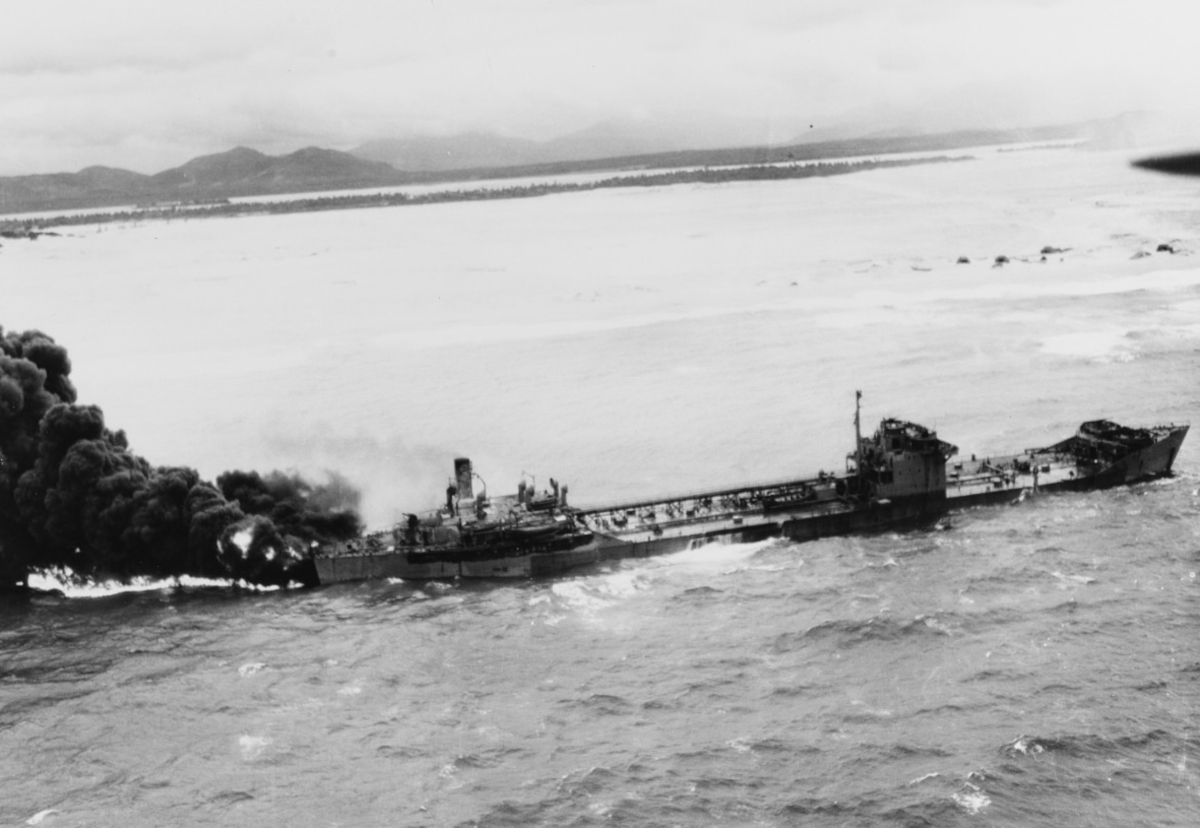
Kriegs-Standardschiff der 2TL-Klasse brennend nach einem Luftangriff
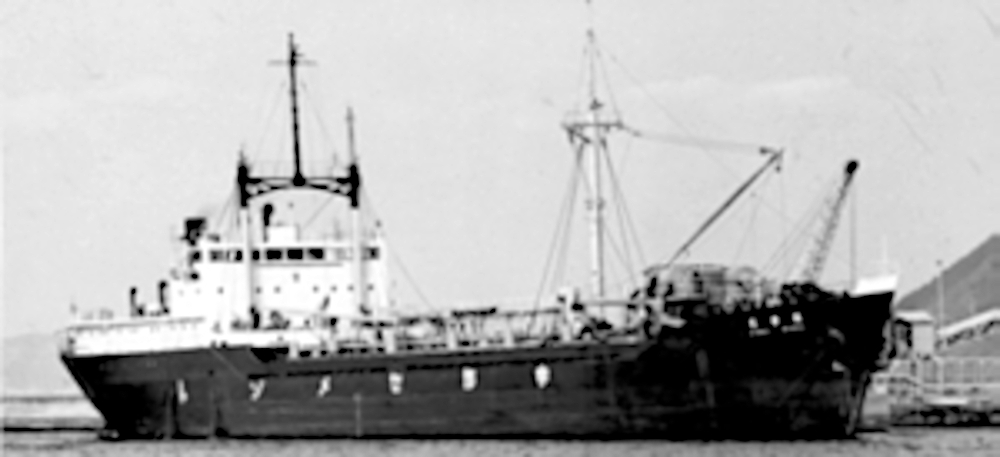
Kriegs-Standardschiff der 2TM-Klasse

2TM-Klasse (2TM型): 2820 Bruttoregistertonnen Tanker mit Schweröl-Kessel und Dampfturbine für 11,5 Knoten Höchstgeschwindigkeit. Die Reisegeschwindigkeit lag bei 9,5 Knoten. Die Detailplanung erfolgte durch Mitsubishi Jūkōgyō K. K. in der Werft in Yokohama. Es wurden insgesamt 47 Schiffe dieser Klasse in Auftrag gegeben, von denen bis Kriegsende 42 in verschiedenen Werften auf Kiel gelegt wurden. 40 Einheiten wurden fertig gestellt, davon sechs nach Kriegsende.
2AT-Klasse (2AT型): 6600 Bruttoregistertonnen Tanker mit Schweröl-Kessel und Dampfmaschine oder Dampfturbine für 13 Knoten Höchstgeschwindigkeit. Die Reisegeschwindigkeit lag bei 10 Knoten. Aufgrund eines Mangels an Tankern wurden Ende 1944 fünf Schiffe der 2A-Klasse zu Tankern umgebaut. Die Detailplanung erfolgte durch Mitsubishi Jūkōgyō K. K. in der Werft in Nagasaki. Weitere 35 Schiffe dieser Klasse wurden bis Kriegsende bestellt, aber nicht mehr auf Kiel gelegt.

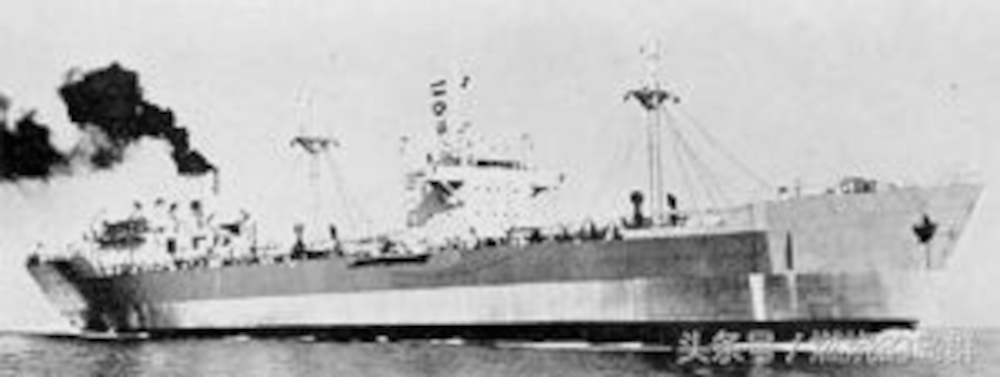
Kriegs-Standardschiff der 2AT-Klasse Kukawa Maru
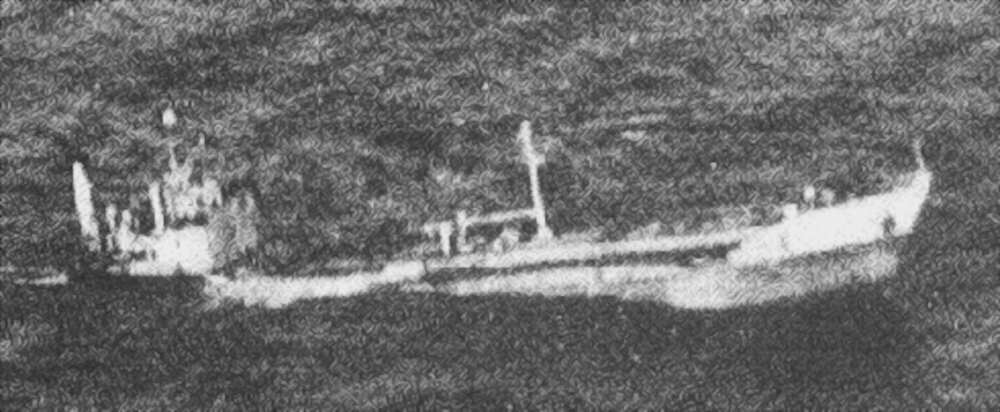
Kriegs-Standardschiff der 2ET-Klasse Nanshin Maru, sinkend nach einem US-Luftangriff

2ET-Klasse (2ET型): 870 Bruttoregistertonnen Tanker mit Dieselmotor für 8 bis 9 Knoten Höchstgeschwindigkeit, abhängig von dem zur Verfügung stehenden Motor. Die Reisegeschwindigkeit lag entsprechend bei 7,5 bis 8,8 Knoten. Aufgrund eines Mangels an Tankern wurden Ende 1944 auch 32 Schiffe der 2E-Klasse zu Tankern umgebaut. Die Detailplanung erfolgte durch die Ishikawajima-Harima-Werft in Tokyo. Weitere 135 Schiffe dieser Klasse wurden bis Kriegsende bestellt. Davon wurden 132 fertig gestellt, einige zum Teil nach dem Kriegsende.

### Schiffe der Phase 3
In dieser Phase wurden ab Ende 1944 ebenfalls sieben Typen von Schiffen gefertigt:
3A-Klasse (3A型): 7200 Bruttoregistertonnen Stückgutfrachter mit Kessel für Kohle- und Schweröl-Feuerung und Dampfturbine für 15,5 Knoten Höchstgeschwindigkeit. Die Reisegeschwindigkeit lag bei 13,5 Knoten. Die Detailplanung erfolgte durch Mitsubishi Jūkōgyō K. K. in der Werft in Kobe. Mittschiffs wurde ein wasserdichtes Schott eingebaut und die Kommandobrücke zur Produktionsvereinfachung in die Heckaufbauten integriert. Acht Schiffe dieser Klasse wurden noch in Auftrag gegeben, von denen sechs auf Kiel gelegt wurden. Drei Einheiten wurden vor Kriegsende gestrichen. Zwei weitere konnten vor der Kapitulation noch fertig gestellt werden. Das letzte Schiff dieser Klasse wurde Ende der 1940er Jahre fertig gestellt.

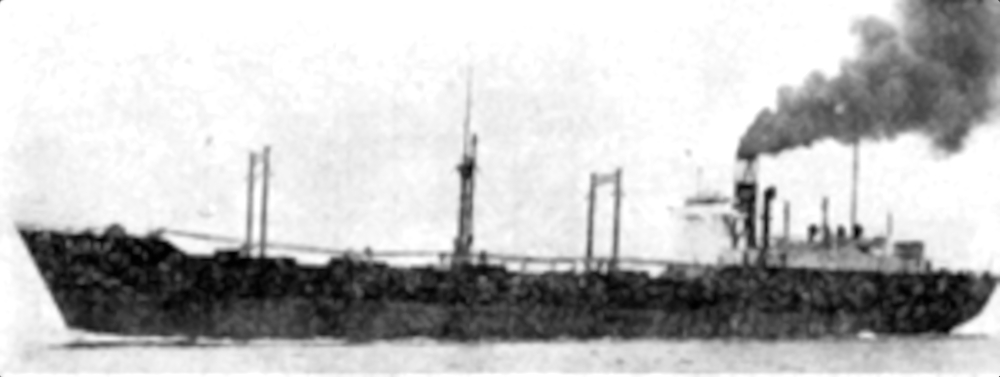
Kriegs-Standardschiff der 3A-Klasse

3B-Klasse (3B型): 4900 Bruttoregistertonnen Stückgutfrachter mit Kessel für Kohle- und Schweröl-Feuerung und Dampfturbine für 16,5 Knoten Höchstgeschwindigkeit. Die Reisegeschwindigkeit lag bei 14 Knoten. Aufgrund des zunehmend kritischen Mangels an Transportkapazitäten wurde diese Klasse als verkleinerte Version der 3A-Klasse bei gleicher Motorisierung durch Mitsui Bussan K.K. in der Werft in Tamano geplant. Lediglich zwei Schiffe wurden bis Kriegsende auf Kiel gelegt und bis Ende der 1940er Jahre fertig gestellt.
3D-Klasse (3D型): 3000 Bruttoregistertonnen Stückgutfrachter mit Kessel für Kohle- und Schweröl-Feuerung und Dampfturbine für 15 Knoten Höchstgeschwindigkeit. Die Reisegeschwindigkeit lag bei 12 Knoten. Die Detailplanung erfolgte durch Tsurumi Stahlbau in deren Werft in Tsurumi. Auf Weisung der Kaiserlich Japanischen Marine wurde eine Bewaffnung hinzugefügt, um die Schiffe zur Konvoiverteidigung und im Küstenschutz einsetzen zu können. 14 Einheiten wurden geordert, von denen nur eine bis Kriegsende fertig gestellt war. Elf weitere Einheiten lagen bei der Kapitulation in unterschiedlichen Bauphasen in den Werften. Diese wurden nach Kriegsende fertig gestellt. Die zwei noch nicht auf Kiel gelegten Einheiten wurden nach der Kapitulation gestrichen.

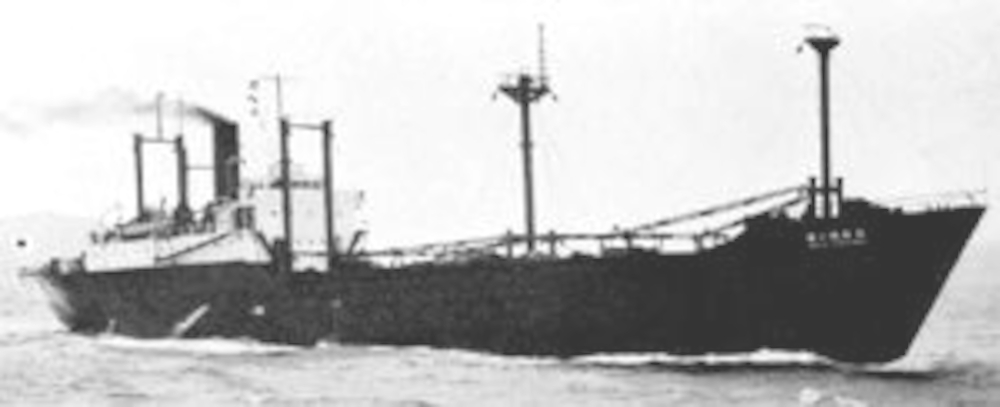
Kriegs-Standardschiff der 3D-Klasse Malaya Maru Nr. 2
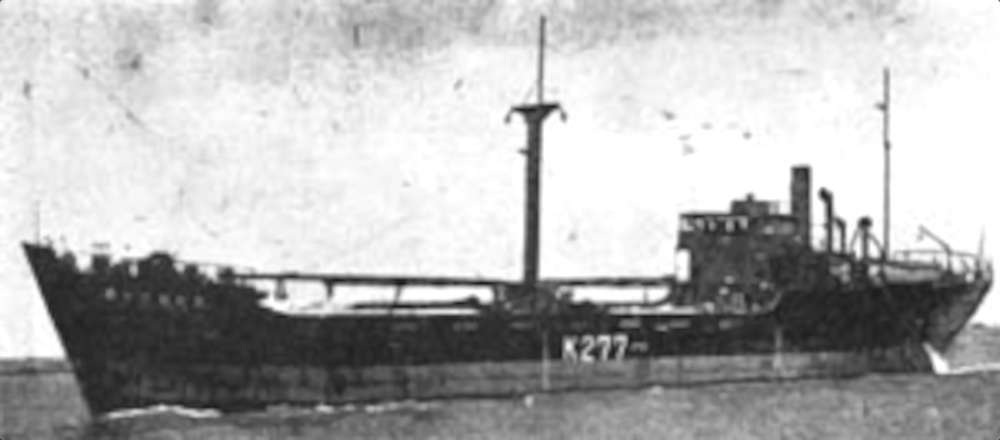
Kriegs-Standardschiff der 3E-Klasse Kiku Maru Nr. 12

3E-Klasse (3E型): 870 Bruttoregistertonnen Stückgutfrachter mit Kessel für Kohle- und Schweröl-Feuerung und Dampfmaschine oder mit Dieselmotor für 10 Knoten Höchstgeschwindigkeit. Die Reisegeschwindigkeit lag bei 7,5 bis 8 Knoten, je nach Antriebsmaschine. Die Detailplanung erfolgte durch die Planungsabteilung der Marine. Vorgesehen war, die 2E-Klasse mit stärkeren Maschinen für eine gesteigerte Höchstgeschwindigkeit auszustatten. Es ist unklar, ob noch Schiffe der 2E-Klasse mit den geplanten Änderungen fertig gestellt wurden.
3TL-Klasse (3TL型): 10200 Bruttoregistertonnen Tanker mit Kessel für Kohle- und Schweröl-Feuerung und Dampfturbine für 19 Knoten Höchstgeschwindigkeit. Die Reisegeschwindigkeit lag bei 16 Knoten. Die Detailplanung erfolgte durch Mitsubishi Jūkōgyō K. K. in der Werft in Nagasaki. Die Anzahl der in Auftrag gegebenen Schiffe dieser Klasse ist unbekannt. Bis Kriegsende wurden noch 5 Einheiten fertig gestellt und eine auf Kiel gelegt. Das nicht mehr fertig gestellten Schiff der Klasse wurden nach Kriegsende zu Ende gebaut und bis Anfang der 1960er Jahre betrieben. Die Marine plante den Bau dreier weiterer Einheiten, davon einer als Handelsschiff-Flugzeugträger. Die entsprechenden Bauaufträge wurden jedoch nicht mehr erteilt.

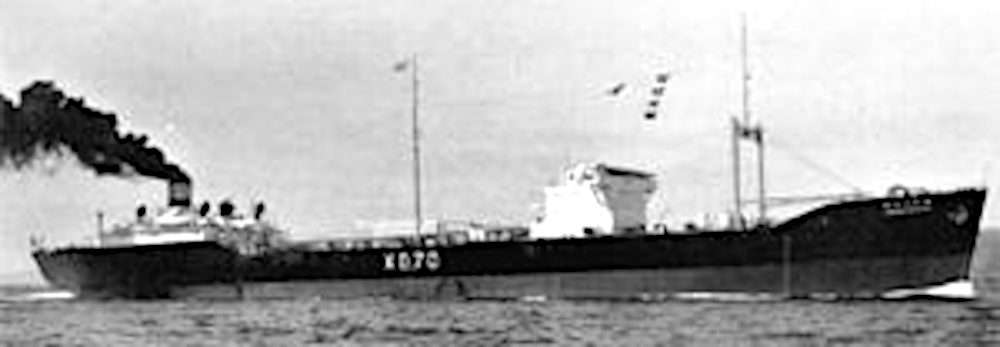
Kriegs-Standardschiff der 3TL-Klasse Yamamizu Maru Nr. 5

3AT-Klasse (3AT型): 7100 Bruttoregistertonnen Tanker mit Kessel für Kohle- und Schweröl-Feuerung und Dampfturbine für 15,5 Knoten Höchstgeschwindigkeit. Die Reisegeschwindigkeit lag bei 13 Knoten. Die Detailplanung erfolgte durch Mitsubishi Jūkōgyō K. K. in der Werft in Kobe. Zum Tanker umgebaute Version der 3A-Klasse ohne Integration der Brücke in die Heckaufbauten. Zwei Einheiten wurden bestellt und auf Kiel gelegt. Je ein Schiff wurde vor und nach dem Kriegsende fertig gestellt.
3ET-Klasse (3ET型): 870 Bruttoregistertonnen Tanker mit Dieselmotor für ca. 10 Knoten Höchstgeschwindigkeit. Die Reisegeschwindigkeit lag bei 8,8 Knoten. Die Detailplanung erfolgte durch die Ishikawajima-Harima-Werft in Tokyo. Im Wesentlichen handelt es sich um eine mit einem stärkeren Motor und Abgaskompressor ausgestattete Version der 2ET-Klasse. 11 Einheiten wurden vor Kriegsende bestellt und bis Ende der 1940er Jahre fertig gestellt.

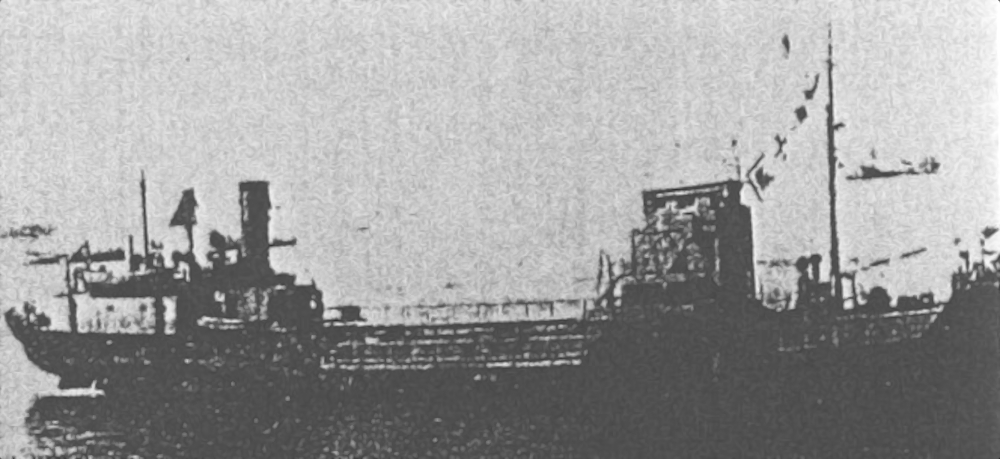
Kriegs-Standardschiff der 3ET-Klasse Kinyo Maru Nr. 3

### Schiffe der Phase 4
In dieser Phase wurden ab 1945 vier Typen von Schiffen geplant:
4B-Klasse (4B型): 3400 Bruttoregistertonnen Stückgutfrachter mit einer Motorisierung wie bei den Geleitzerstörern der Matsu-Klasse für ca. 21,5 Knoten Höchstgeschwindigkeit. Die Reisegeschwindigkeit lag bei 18 Knoten. Die Detailplanung erfolgte durch Mitsubishi Jūkōgyō K. K. in der Werft in Yokohama. Details zur Bewaffnung sind nicht bekannt. Es ist jedoch von zwei 12-cm-Geschützen und mehreren 25-mm-Maschinenkanonen in Zwillings- oder Drillingslafette auszugehen. Fünf Schiffe waren im Sommer 1945 geplant, zu einer Auftragserteilung ist es jedoch nicht mehr gekommen.
4TL-Klasse (4TL型): 9600 Bruttoregistertonnen Tanker mit zwei Kesseln für Kohle- und Schweröl-Feuerung und zwei Dampfturbinen für 22 Knoten Höchstgeschwindigkeit. Die Reisegeschwindigkeit lag bei 19 Knoten. Die Detailplanung erfolgte durch Mitsubishi Jūkōgyō K. K. in der Werft in Nagasaki. Geringfügig verkleinerte Version der 3TL-Klasse mit verdoppeltem Kessel- und Turbinensatz. Aufgrund der Kriegslage wurden Mitte 1945 seitens der Marine verschiedene Bauaufträge für Kriegs- und Versorgungsschiffe storniert. Die freiwerdenden Material- und Werftkapazitäten sollten zum Teil in den Bau schneller, bewaffneter Tanker der 4TL-Klasse investiert werden. Die Schiffe sollten zudem bereits für dem schnellen Umbau zum Handelsschiff-Flugzeugträger vorbereitet sein. Details zur geplanten Bewaffnung sind unbekannt. Aufgrund des Kriegsendes wurden keine Bauaufträge mehr erteilt.
4TM-Klasse (4TM型): 3400 Bruttoregistertonnen Tanker mit einer Motorisierung wie bei den Geleitzerstörern der Matsu-Klasse für ca. 21,5 Knoten Höchstgeschwindigkeit. Die Reisegeschwindigkeit lag bei 18 Knoten. Die Detailplanung erfolgte durch Mitsubishi Jūkōgyō K. K. in der Werft in Kobe. Mittelgroßer Tanker auf Basis der Klassen 2TM und 4B. Details zur Bewaffnung sind auch hier nicht bekannt. Aufgrund des Kriegsendes wurden keine Bauaufträge mehr erteilt.

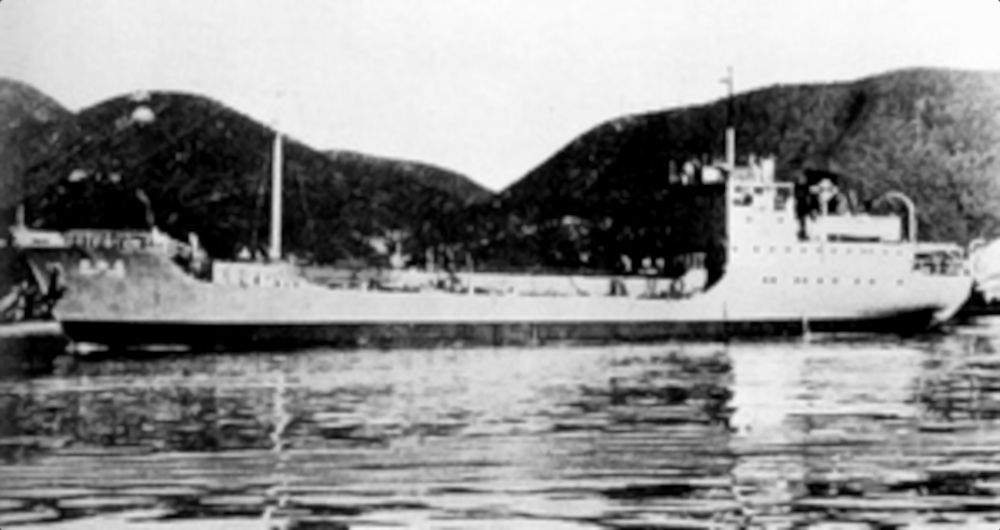
Kriegs-Standardschiff der 4ET-Klasse  Shinwa Maru

4ET-Klasse (4ET型): 870 Bruttoregistertonnen Tanker mit Kessel für Kohle- und Schweröl-Feuerung und Dampfturbine für ca. 13 Knoten Höchstgeschwindigkeit. Die Reisegeschwindigkeit lag bei 10 Knoten. Die Detailplanung erfolgte durch die Ishikawajima-Harima-Werft in Tokyo. Im Wesentlichen handelt es sich um eine mit einem stärkeren Motor und Abgaskompressor ausgestattete Version der 2ET-Klasse. 4 Einheiten wurden bis Kriegsende bestellt, aber erst nach der Kapitulation fertig gestellt. Ein Schiff wurde dabei nach den höheren Sicherheits- und Fertigungsrichtlinien von vor dem Krieg gefertigt, die anderen drei nach den reduzierten Kriegsstandards.

## Sonderschiffs-Klassen
W-Klasse (W型): 2850 Bruttoregistertonnen Eisenbahnfähren mit Kessel für Kohle- und Schweröl-Feuerung und Dampfturbine für etwa 17 Knoten Höchstgeschwindigkeit. Die Reisegeschwindigkeit lag bei 15 Knoten. Die Detailplanung sowie die Fertigung erfolgte durch die Firma Uraga Senkyo K. K. in Uraga. Bestellt wurden acht Einheiten unter der Benennung W1 bis W8. Die Eigennamen lauteten Seikan Maru Nummer 5 bis Seikan Maru Nummer 12. Hauptaufgabe war der Transport von Eisenbahnwaggons von Kohle- oder Erzminen auf Hokkaidō zu den Verarbeitungsfabriken auf Honshū. Geladen werden konnten bis zu 44 Standard-Schüttgut-Waggons. Damit konnten auf einer der Hauptrouten monatlich bei 12 Fahrten je Monat etwa 50.000 t Schüttgut, vor allem Kohle, pro Fähre zu den Hauptinseln transportiert werden. Die nötige Besatzungsstärke betrug um die 85 Mann. Die ersten vier Einheiten wurden noch 1944 in Dienst gestellt, zwei weitere 1945 bis zum Kriegsende. Davon wurden drei durch US-amerikanische Angriffe versenkt. Die beiden letzten Schiffe wurden aufgrund des dringenden Bedarfs von der US-Militärverwaltung mit hoher Priorität weitergebaut und im Oktober 1945 und Januar 1946 in Dienst gestellt. Dabei wurde das letzte zu einer Passagier- und Kraftfahrzeugfähre mit einer Kapazität von 280 Passagieren umgebaut.

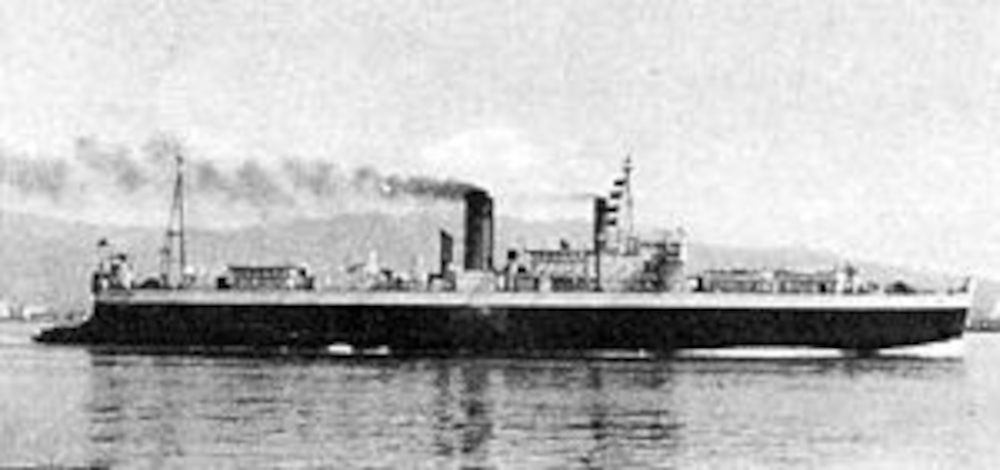
Kriegs-Standardschiff der W-Klasse Seikan Maru Nr. 6
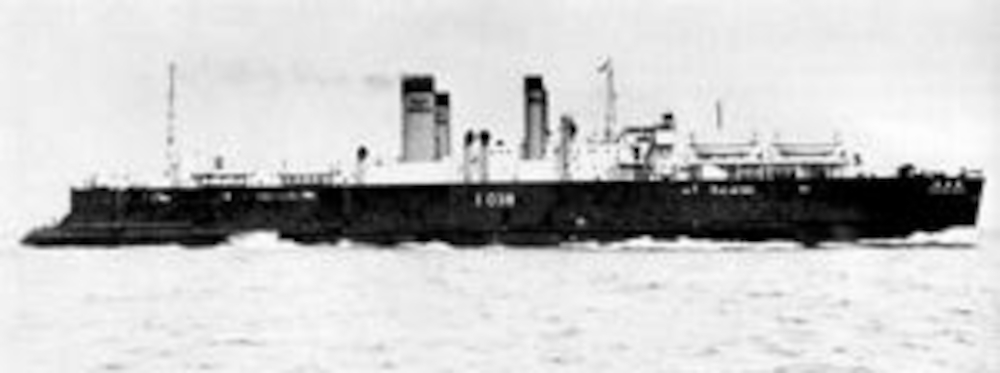
Kriegs-Standardschiff der H-Klasse Ishikari Maru

H-Klasse (H型): 3000 Bruttoregistertonnen Passagierfähren mit Kessel für Kohle- und Schweröl-Feuerung und Dampfturbine für etwa 17 Knoten Höchstgeschwindigkeit. Die Reisegeschwindigkeit lag bei 15 Knoten. Die Detailplanung sowie die Fertigung erfolgte durch Mitsubishi Jūkōgyō K. K. in der Werft in Yokohama. Drei Einheiten wurden Anfang 1945 in Auftrag gegeben. Als Namen wurden Ishikari Maru, Tokachi Maru und Toshima Maru vergeben. Es handelte sich um Personenkraftwagen- und Passagierfähren für bis zu 395 Passagiere und 42 Personenkraftwagen. Lediglich das erste Schiff wurde vor Kriegsende fertig gestellt. Die beiden anderen Schiffe kamen erst Anfang 1946 dazu. Diese hatten erhielten einen zuverlässigeren Antrieb und wurden mit erhöhten Fertigungs- und Sicherheitsstandards hergestellt. Die Schiffe taten ihren Dienst und wurden 1965, 1970 und 1965 zum Abbruch verkauft.
M-Klasse (M型) 9650 Bruttoregistertonnen Frachtschiffe mit Kessel für Kohle- und Schweröl-Feuerung und Dampfturbine für 19,4 Knoten Höchstgeschwindigkeit. Die Reisegeschwindigkeit lag bei 17 Knoten. Die Schiffe wurden bereits ab 1937 geplant. Vorgesehen war, sie als gemischte Passagier- und Frachtschiffe zu bauen und in Friedenszeiten von zivilen Unternehmen betreiben zu lassen. Es wurden aber Vorbereitungen für den Einbau eines innenliegenden Dockingbereichs und einer Bewaffnung getroffen. Das Heer beteiligte sich am Unterhalt, da die Frachtkapazität darunter litt. Im Kriegsfall sollten sie vom Heer übernommen und zu Landungsboot-Mutterschiffen umgebaut werden. Die Transportkapazität lag bei 21 Landungsbooten vom Typ Daihatsu und sechs weiteren Landungsunterstützungsbooten verschiedener Bauarten. Insgesamt wurden ab 1942 sieben Einheiten in Auftrag gegeben. Noch während des Baus übernahm das Heer die Aufsicht. Alle wurden als Landungsboot-Mutterschiffe fertig gestellt. Die einzige Ausnahme bildete das vierte Schiff, welches zu einem Spezial-M-Klasse Handelsschiff-Flugzeugträger unter dem Namen Kumano Maru gebaut, aber bis Kriegsende nicht mehr fertig gestellt wurde. Dieses Schiff und die Settsu Maru überstanden den Krieg. Das letzte Schiff, die Tokitsu Maru, war ursprünglich als Spezial-M-Klasse geplant, wurde aber aufgrund der Kriegslage als M-Klasse Schiff umgeplant. Sie konnte bis Kriegsende allerdings nicht mehr fertig gestellt werden.

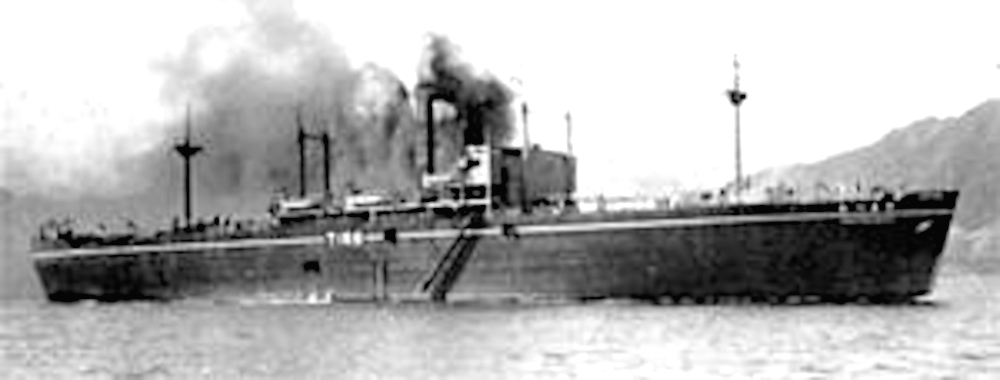
Unfertiges Kriegs-Standard-Landungsboot-Mutterschiff der M-Klasse Tokitsu Maru nach der Kapitulation
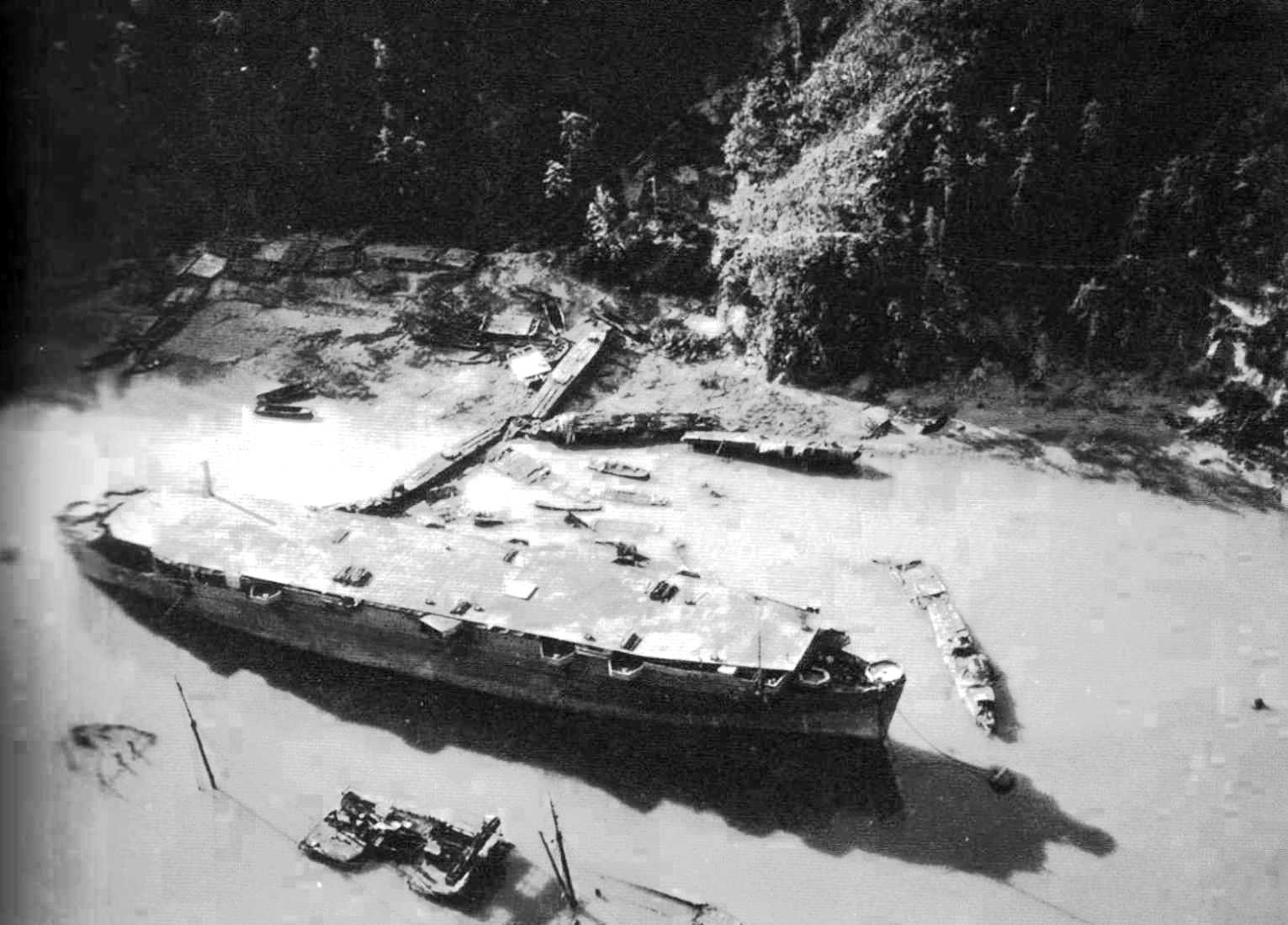
Kriegs-Standardschiff der Spezial-M-Klasse Kumano Maru

Spezial-M-Klasse (丙M型): Umbau eines M-Klasse-Schiffs zum Handelsschiff-Flugzeugträger Kumano Maru, siehe Abschnitt zuvor.
R-Klasse (R型): 1000 Bruttoregister Kühlschiffe mit Dieselmotor für 9 Knoten Höchstgeschwindigkeit. Die Reisegeschwindigkeit lag bei 8 Knoten. Es handelte sich um Schiffe mit gekühlten Frachträumen für den Transport von verderblichen Waren, zumeist Lebensmittel. Drei Schiffe wurden ab 1944 unter den Namen Banshu Maru Nummer 35 bis Banshu Maru Nummer 37 in einer Werft in Shimonoseki gefertigt. Alle überstanden den Krieg und wurden Ende der 1960er beziehungsweise Mitte der 1970er Jahre verschrottet.

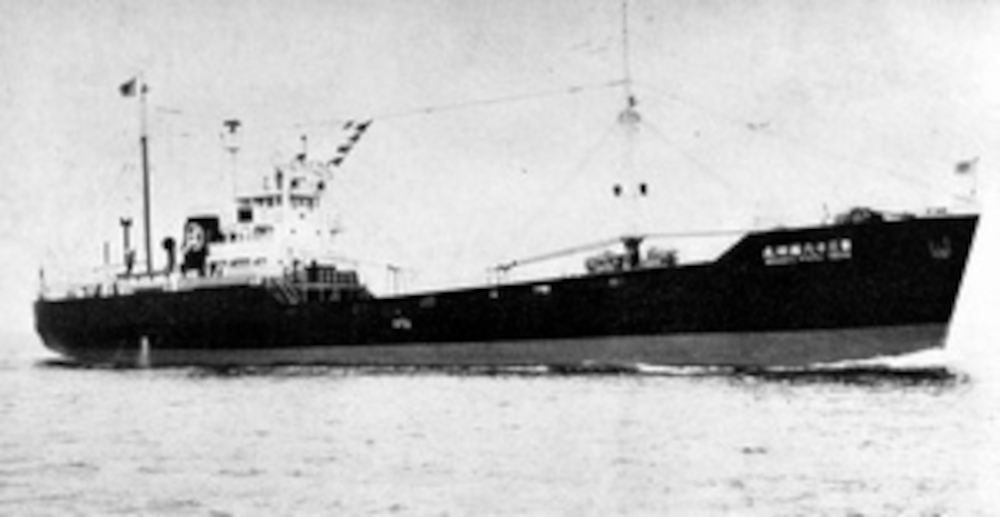
Kriegs-Standardschiff der R-Klasse Banshu Maru Nr. 36

RE-Klasse (RE型): 545 Bruttoregister Kühlschiffe mit Dieselmotor für 9 Knoten Höchstgeschwindigkeit. Die Reisegeschwindigkeit lag bei 8 Knoten. Es handelte sich um kleine Schiffe mit gekühlten Frachträumen für den Transport von verderblichen Waren. Zwei Schiffe wurden in kleinen, lokalen Werften gebaut. Fertig gestellt nach Kriegsende kamen sie als Lagerschiffe für heimatnah agierende Fischfangflotten zum Einsatz. Beide wurden um 1960 außer Dienst gestellt und verschrottet.
TE-Klasse (TE型): 650 Bruttoregistertonnen Tanker ohne eigenen Antrieb. Die Einheiten sollten von schnellen Handelsschiffen gezogen werden. Im Prinzip handelt es sich um schwimmende Tanks mit Bootsrumpf. Da auch keine Besatzung vorgesehen war, wurden die Fertigungs- und Sicherheitsstandards so weit wie möglich abgesenkt. 50 Einheiten wurden ab Mitte 1943 bei kleinen Werften und auch Stahlbauunternehmen geordert. Es gab jedoch die nicht unberechtigten Bedenken bei den aktiven Geleitzug-Führern, dass sich die Geschwindigkeit eines Geleitzugs deutlich verringern würde, wenn man diese Tanks mitführte. Dies war sowohl im Hinblick auf die U-Boot-Gefahr als auch auf die Fliegergefahr ein wichtiges Argument gegen die Nutzung. Daher kamen die Schiffe dieser Klasse nur sehr selten zum Einsatz. Die meisten endeten als schwimmende Tanks in Häfen. 1945 wurden auch noch fünf Einheiten in Betonbauweise hergestellt. Zwei davon sind heute Wellenbrecher vor einem kleinen Hafen in einem Vorort von Kure.
EG-Klasse (EG型): 870 Bruttoregistertonnen Frachtschiffe aus Beton mit Dieselmotor für ca. 9,5 Knoten Höchstgeschwindigkeit. Die Reisegeschwindigkeit lag bei 7 Knoten. An Stelle von Stahl wurde für den Rumpf Stahlbeton verwendet. Dies machte die Schiffe etwas schwerer als die 2E-Klasse-Stahlrumpfboote, auf denen sie basierten. Das Verhalten während der Fahrt war in etwa identisch. Testweise wurden Anfang 1945 fünf Schiffe in Auftrag gegeben. Zwei davon, Takechi Maru Nummer 1 und Takechi Maru Nummer 2 überstanden den Krieg. Das erste Schiff musste allerdings mit einem Motorschaden Mitte September 1945 abgeschrieben werden. Das zweite Schiff blieb noch kurz im Einsatz, bevor es stillgelegt wurde. 1949 wurden beide zusammen als Wellenbrecher vor dem kleinen Fischereihafen Yasuura (heute Stadtteil von Kure) in 1,6 m Wassertiefe versenkt. Dort liegen die Rümpfe immer noch. Die stählernen Aufbauten wurden bereits in den 1950er Jahren dem Schrottmarkt zugeführt. Der Verbleib der drei anderen Schiffe ist unklar.

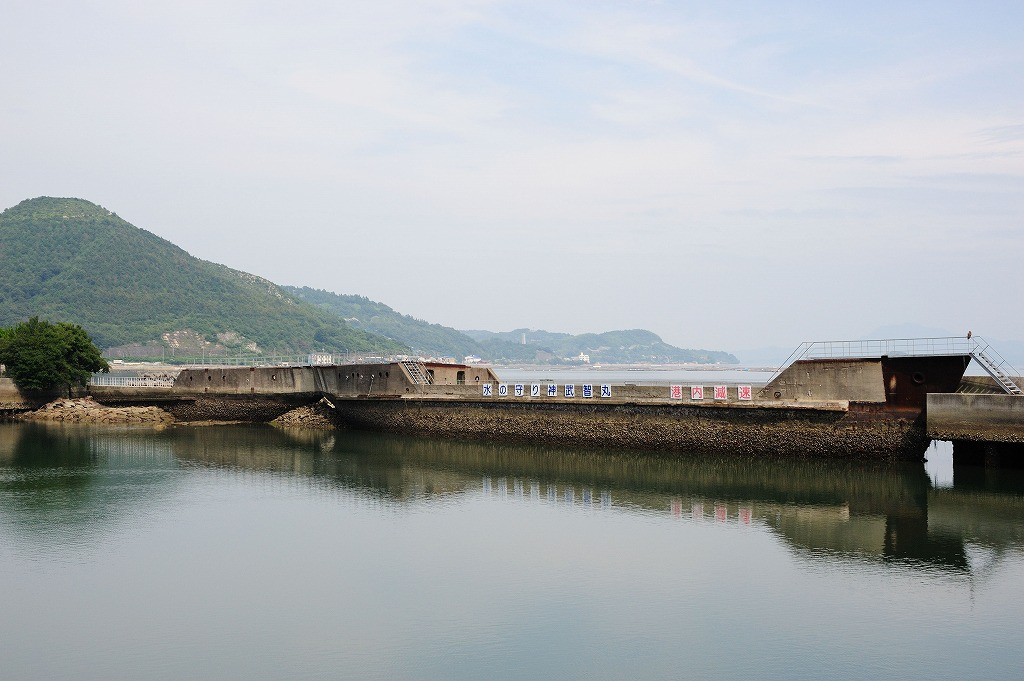
Zwei der gebauten Kriegs-Standardschiffe der EG-Klasse-Frachter als Wellenbrecher in Kure 2009
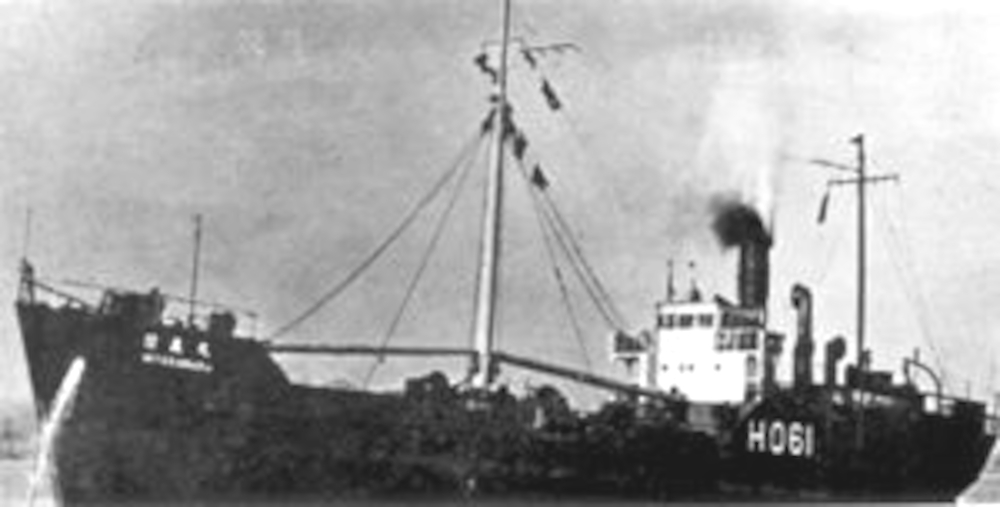
Kriegs-Standardschiff der Wellschiff-Klasse Hiyoshi Maru

Wellschiff-Klasse (として型): 550 Bruttoregister Stückgutfrachter mit Dieselmotor für 9,4 Knoten Höchstgeschwindigkeit. Die Reisegeschwindigkeit lag bei 8,3 Knoten. Versuchsschiffe für die Verwendung von imprägnierter Wellpappe in einem Stahlrahmen bei nicht statisch relevanten Bauelementen Ein Schiff wurde 1946 unter dem Namen Hiyoshi Maru in Osaka fertig gestellt und zum Transport von Stahl-Vorprodukten verwendet. Im Mai 1950 versank es in einem Sturm.

## Einsatz als Kriegsschiffe
Mehrere Schiffe der ersten und zweiten Bauphase wurden von der Marine und dem Heer als Kriegsschiffe in Dienst gestellt:

### Marineschiffe
Shimane Maru (しまね丸):
Handelsschiff-Flugzeugträger der Spezial-1TL-Klasse. Kurz nach der Fertigstellung Anfang 1945 wurde sie erst durch amerikanische, trägergestützte Flugzeuge schwer beschädigt und später durch britische, trägergestützte Flugzeuge versenkt.

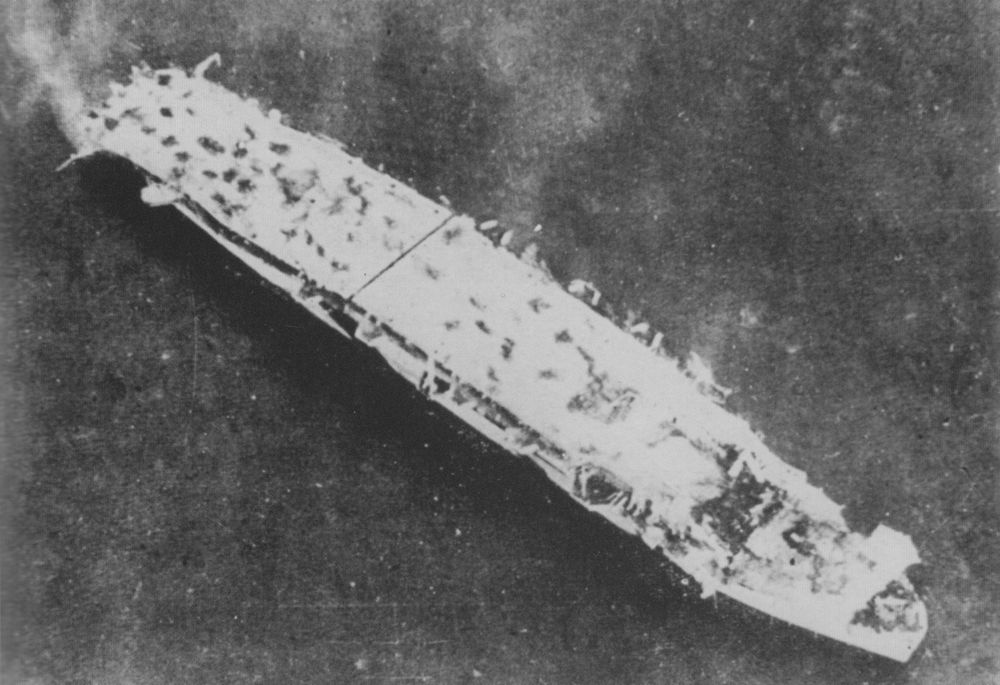
Kriegs-Standardschiff und Handelsschiff-Flugzeugträger der Spezial-1TL-Klasse Shimane Maru

Ōtakisan Maru (大瀧山丸):
Handelsschiff-Flugzeugträger der Spezial-1TL-Klasse. Vor Fertigstellung wurde sie in der Werft beschädigt und konnte bis Kriegsende nicht mehr beendet werden. Siehe auch Artikel zur Shimane Maru
Taikyusan Maru und Taisha Maru:
Aufträge Nummer 14 und 16 der 1TL-Klasse, die auch zum Umbau zu einem Handelsschiff-Flugzeugträger der Spezial-1TL-Klasse vorgesehen waren. Nach den Ereignissen um die Shimane Maru und die Ōtakisan Maru wurde das Projekt wegen absehbarer Erfolglosigkeit gestrichen und die beiden Schiffe als Tanker fertig gestellt.
Minoo (箕面):
Minenleger auf Basis der 2D-Klasse. Nach Kriegsende wurde das Schiff als Repatriierungsschiff zum Rücktransport japanische Soldaten aus dem Pazifik und vom Kontinent verwendet. Die Abwrackung erfolgte 1947.

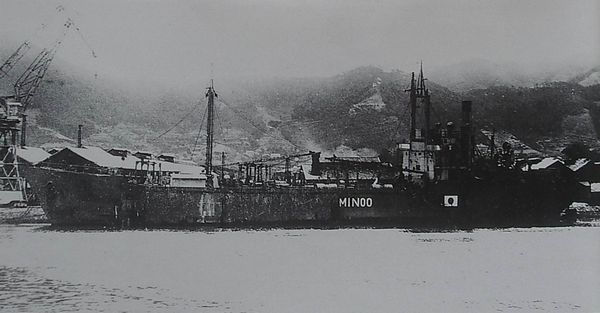
Der japanische Minenleger der 2D-Klasse Minoo als Repatriierungsschiff 1947

Bauauftrag 1822:
Minenleger auf Basis der 2D-Klasse, geplantes Schwesterschiff der Minoo. Die Kiellegung erfolgte im Februar 1945. Im April 1945 wurde der Auftrag gestrichen und der Rumpf zu einem normalen Schiff der 2D-Klasse unter dem Namen Kenshin Maru (乾進丸) weitergebaut. Diese sank kurz nach Fertigstellung im Oktober 1948 in rauher See.
Eijo Maru (永城丸):
Hilfs-Minenleger der 2D-Klasse. Die Indienststellung erfolgte Ende Januar 1945. Das Schiff wurde Mitte Juni 1945 vor der Insel Okushiri vom US-amerikanischen Balao-Klasse U-Boot USS Spadefish versenkt.
Kōryū Maru (光隆丸):
Kleiner Hilfs-Minenleger der 2E-Klasse. Die Indienststellung erfolgte Ende 1944 noch als Handelsschiff. Im April 1945 erfolgte die Requirierung durch die Marine. Ende Juli 1945 wurde das Schiff durch Flugzeuge bei Innoshima in flachem Wasser versenkt. 1946 erfolgte die Hebung, geplant war ein Neuaufbau des Schiffs. Beim Abschleppen in die Umbauwerft versank es erneut, diesmal in tiefem Gewässer.
Hario (針尾):
Schweröl-Versorger auf Basis des der 1TL-Klasse. Das Schiff wurde kurz nach Baubeginn Ende 1943 als Bauauftrag 4901 als Ersatz für den versenkten Schweröl-Versorger Kazahaya von der Marine übernommen und nach Marine-Spezifikationen als Versorgungsschiff fertig gestellt. Die Indienststellung erfolgte im Dezember 1944. Im März 1945 sank das Schiff nach einem Seeminentreffer vor Hainan.
Bauauftrag 4902:
Geplantes, zweites Schiff der Hario-Klasse. Der Bau wurde aufgrund der Kriegslage nicht mehr in Auftrag gegeben.

### Heeresschiffe
Hyūga Maru (日向丸):
Landungsboot-Mutterschiff der M-Klasse mit innenliegendem Dock für Landungsboote. Fertig gestellt im November 1944 versank das Schiff am 30. März 1945 nach Seeminentreffer vor Hakata, heute ein Stadtteil von Imabari auf Shikoku.
Kibitsu Maru (吉備津丸):
Landungsboot-Mutterschiff der M-Klasse mit innenliegendem Dock für Landungsboote. Fertig gestellt im Dezember 1943 versank das Schiff am 7. August 1945 nach Seeminentreffer in der Nähe von Kobe.
Mayasan Maru (摩耶山丸):
M-Klasse Landungsboot-Mutterschiff mit innenliegendem Dock für Landungsboote. Fertig gestellt im Juni 1942 wurde das Schiff am 17. November 1944 vom US-amerikanischen U-Boot USS Picuda im Rahmen eines Angriffs auf den japanischen Geleitzug HL-81 im Ostchinesischen Meer torpediert und versenkt.
Settsu Maru (摂津丸):
Landungsboot-Mutterschiff der M-Klasse mit innenliegendem Dock für Landungsboote. Fertig gestellt im Januar 1945 wurde das Schiff im März 1945 durch eine Seemine schwer beschädigt und blieb bis Kriegsende außer Dienst. Nach den nötigen Reparaturen wurde das Schiff bis 1947 im Repatriierungsdienst zur Zurückholung von im Pazifik und auf dem Kontinent verbliebenen, demilitarisierten Soldaten eingesetzt. Danach wurde es zu einem Versorger für Walfangflotten umgerüstet. Am 12. März 1953 sank das Schiff in der Antarktis, als bei der Verladung von Walfleisch ein Seeventil zerstört wurde und das eindringende Wasser nicht mehr abgepumpt werden konnte.

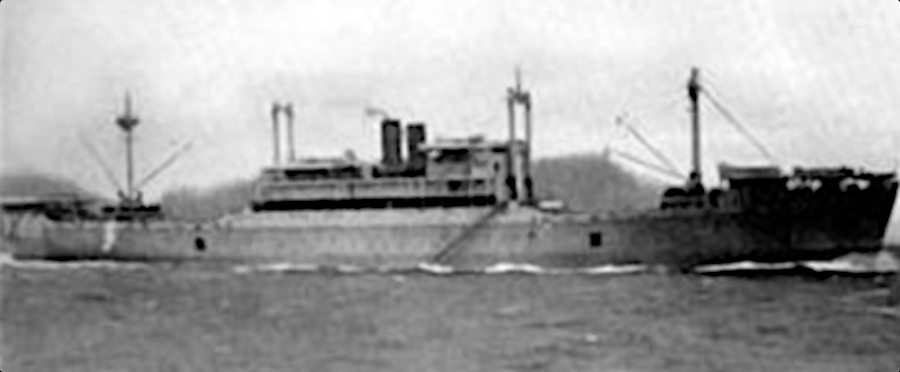
Das Landungsboot-Mutterschiff der M-Klasse Settsu Maru

Tamatsu Maru (玉津丸):
Landungsboot-Mutterschiff der M-Klasse mit innenliegendem Dock für Landungsboote. Fertig gestellt im Januar 1944 wurde das Schiff am 19. August 1944 vom US-amerikanischen U-Boot USS Spadefish im Rahmen eines Angriffs auf den japanischen Geleitzug Hi-71 vor Luzon torpediert und versenkt.
Kumano Maru (熊野丸):
Landungsboot-Mutterschiff der Spezial-M-Klasse mit innenliegendem Dock für Landungsboote und aufgebautem, kurzem Flugdeck mit Hangar. Als U-Boot-Abwehr-Geleitträger sollte das Schiff mit acht Armee Typ 3 Verbindungsflugzeugen Ki-76 ausgestattet werden. Es wurde jedoch nicht mehr ganz fertig gestellt, überstand den Krieg aber weitestgehend unbeschädigt. Bis 1947 wurde das Schiff im Repatriierungsdienst zur Zurückholung von im Pazifik und auf dem Kontinent verbliebenen, demilitarisierten Soldaten eingesetzt. Danach erfolgte die Verschrottung.

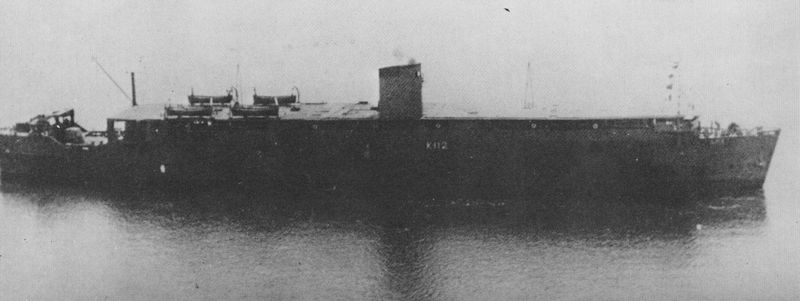
Der Handelsschiff-Flugzeugträger der Spezial-M-Klasse Kumano Maru als Repatriierungsschiff 1947

Yamashio Maru (山汐丸):
Handelsschiff-Flugzeugträger der Spezial-2TL-Klasse. Nach Fertigstellung 1945 wurde sie durch amerikanische, trägergestützte Flugzeuge schwer beschädigt und aufgegeben
Chigusa Maru (千種丸):
Geplanter Handelsschiff-Flugzeugträger der Spezial-2TL-Klasse. Das Schiff wurde nach der Kiellegung in der Werft durch Bomben beschädigt. Daraufhin und aufgrund der Kriegslage wurde das Projekt gestoppt. Das beschädigte Schiff wurde nach dem Krieg fertig gestellt und Anfang der 1960er Jahre außer Dienst gestellt und verschrottet.

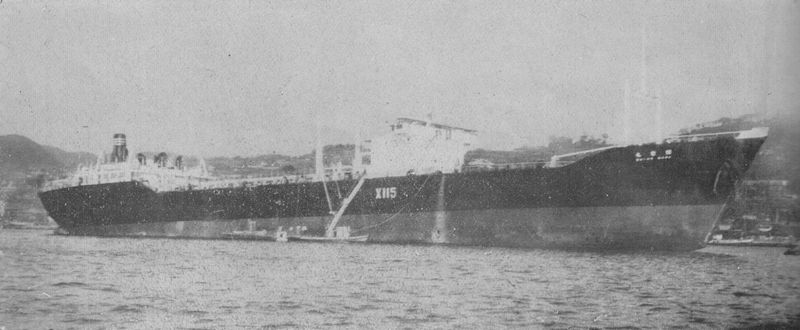
Der japanische Tanker der 2TL-Klasse Zuiun Maru Anfang der 1950er Jahre

Zuiun Maru (瑞雲丸):
Geplanter, dritter Handelsschiff-Flugzeugträger der Spezial-2TL-Klasse. Das Programm des Heeres wurde jedoch vor Kiellegung gestoppt, so dass das Schiff als normaler 2TL-Klasse-Tanker gebaut wurde. Bei Kriegsende war die Fertigstellung noch nicht absehbar. Nach dem Krieg erfolgte der Weiterbau und die Indienststellung als Tanker. Anfang der 1960er Jahre wurde das Schiff verschrottet.